# Arquitectura barroca francesa

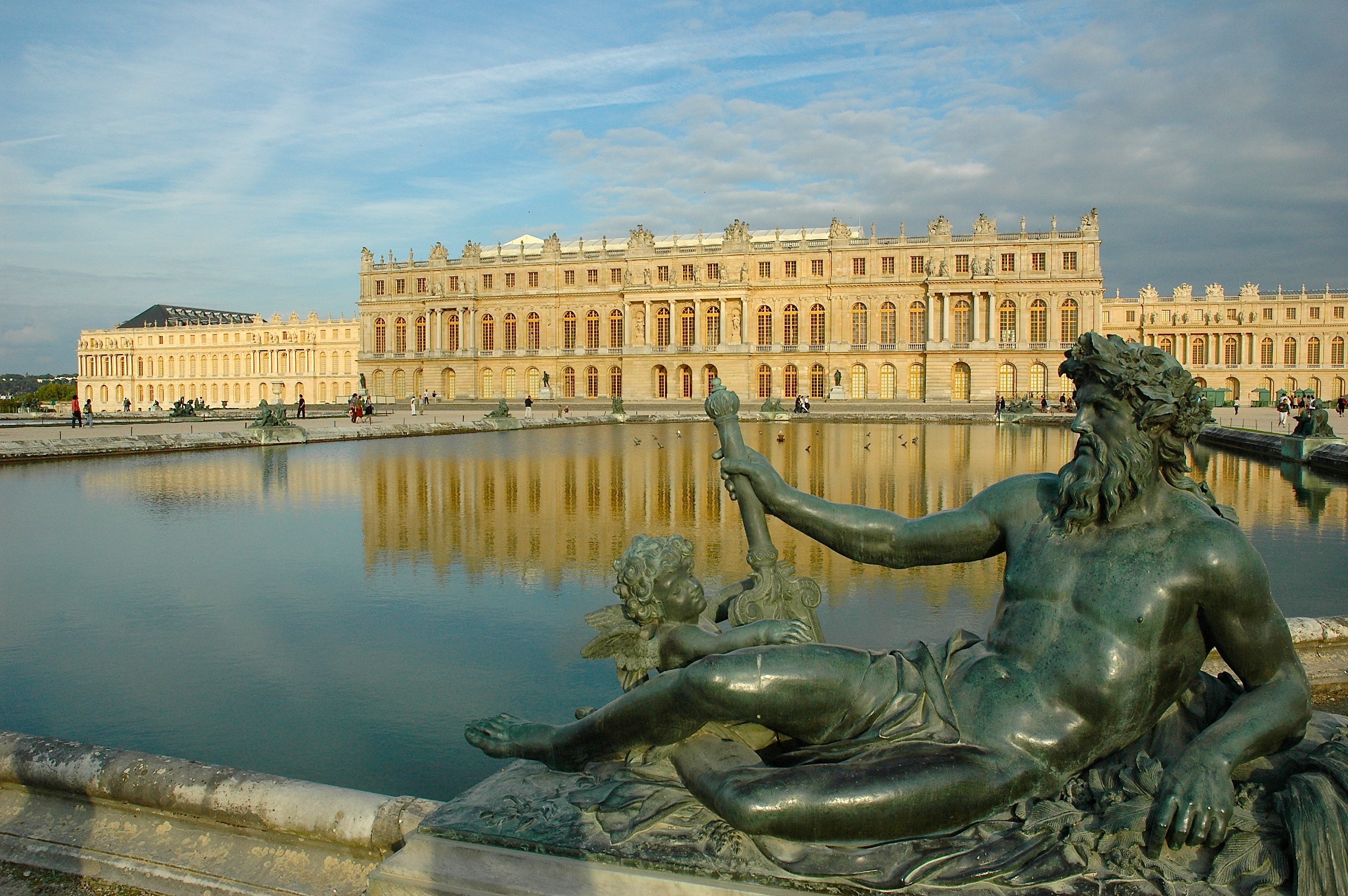
Palacio de Versalles (1669-1685), de Louis Le Vau y Jules Hardouin-Mansart

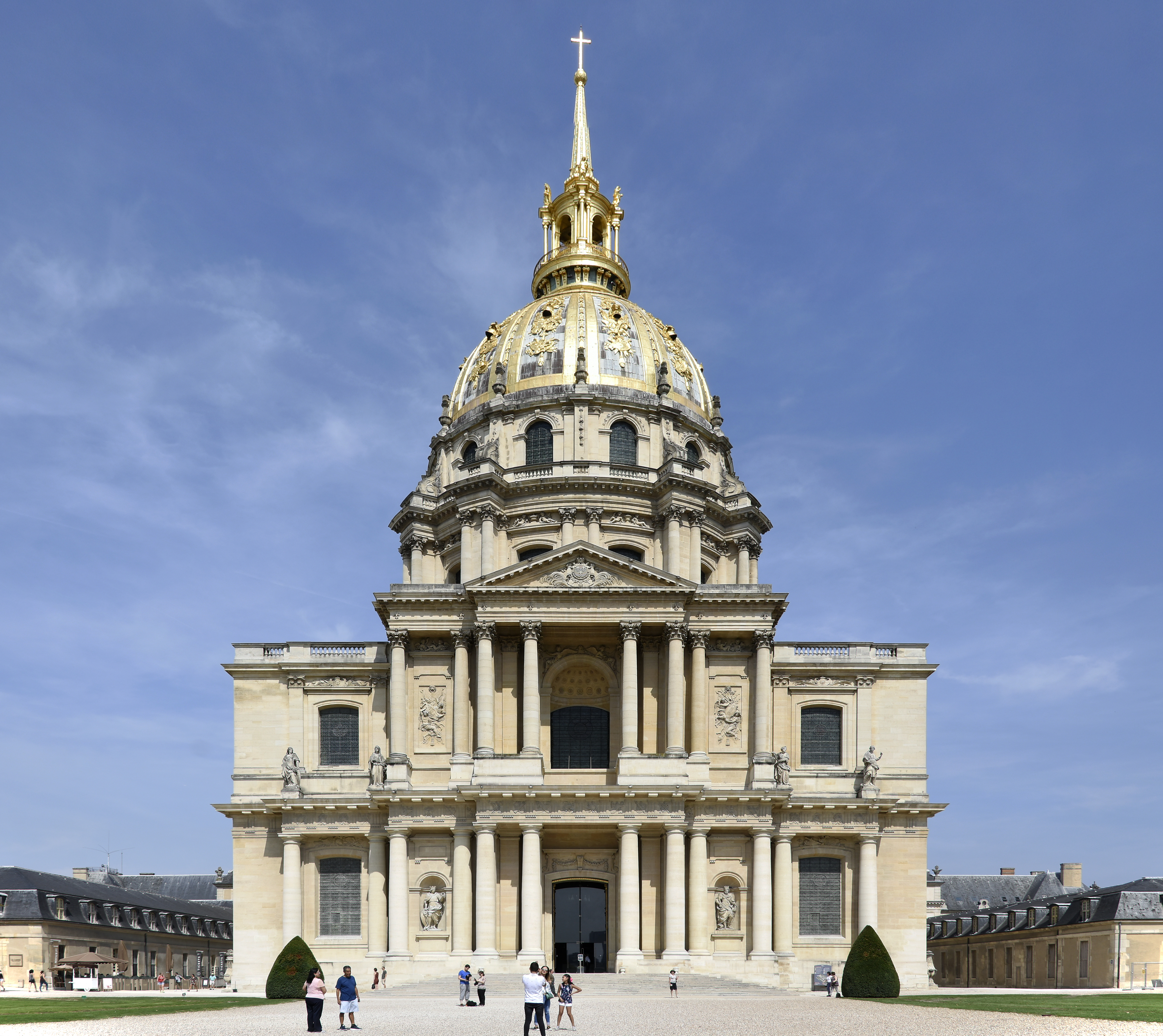
Les Invalides (1677-1706), de Jules Hardouin-Mansart

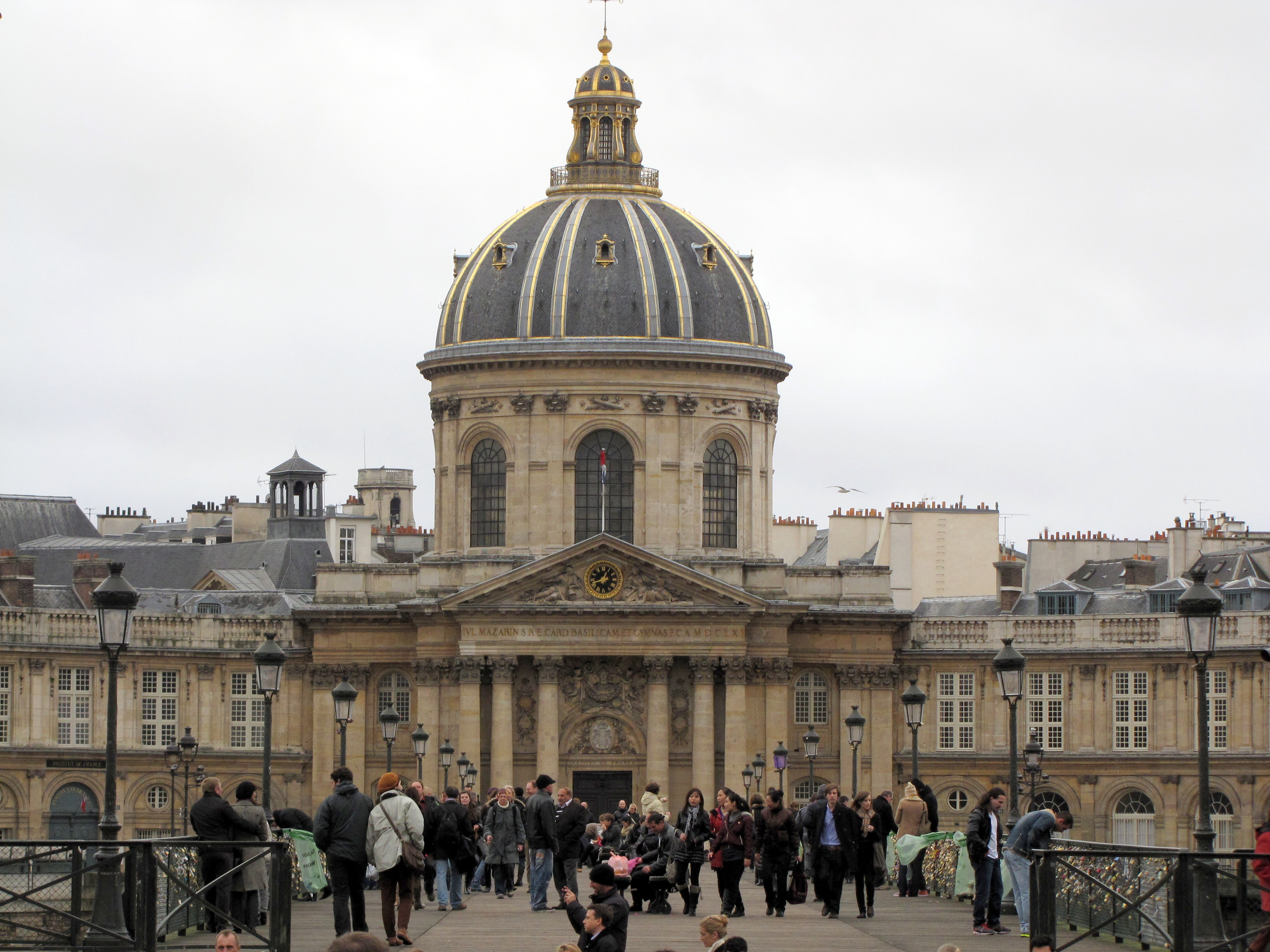
Collége des Quatres-Nations (1662-1668), de Le Vau y d'Orbay

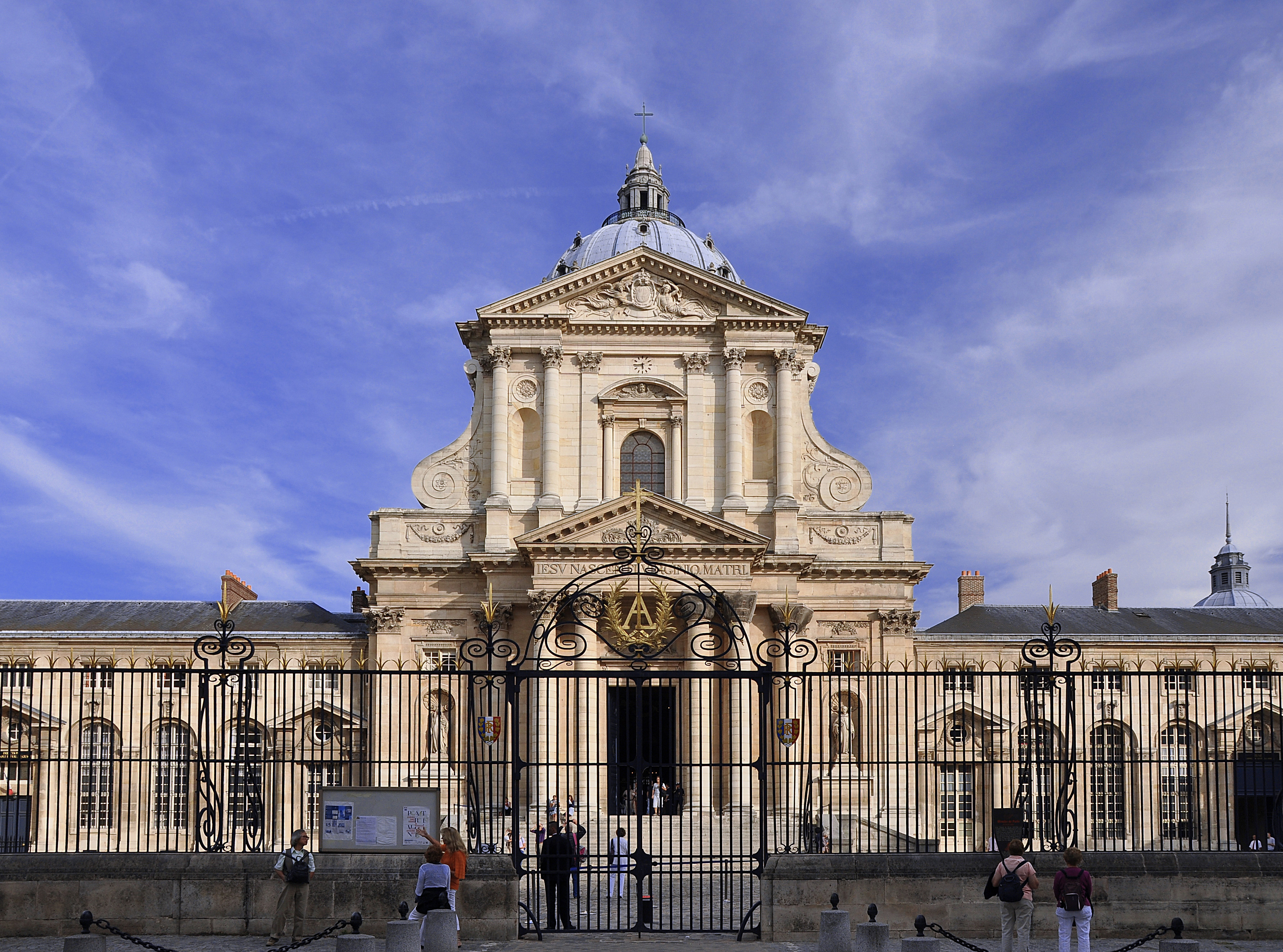
Iglesia de Val-de-Grâce (1624-1669), de Louis Le Vau

La arquitectura barroca francesa, a veces llamada clasicismo francés, fue un estilo de arquitectura que floreció durante los reinados de Luis XIII (1610-1643), Luis XIV (1643-1715) y Luis XV (1715-1774), en los que se iniciaron una serie de construcciones de gran fastuosidad, que pretendían mostrar la grandeza de los monarcas y el carácter sublime y divino de la monarquía absolutista, especialmente de Luis XIV, el «rey Sol» —el astro rey, de quien emana toda la sabiduría, toda la luz, y que con su gloria ilumina a toda Francia—, quien tomó el palacio de Versalles como expresión de su poder y de su propia persona, convirtiéndose así en el prototipo de residencia áulica del príncipe absoluto. Coincidirá,  con un periodo de bonanza económica, en el que una amplia nobleza y una burguesía pudiente serán capaces de permitirse los excesos y las costosas representaciones de estilo teatral. Aunque se percibe cierta influencia de la arquitectura barroca italiana, esta fue reinterpretada dando prioridad a la sobriedad, la armonía y la claridad, siendo más fiel al clasicismo renacentista. Fue precedida por la arquitectura renacentista y por el manierismo y fue seguida, en la segunda mitad del siglo XVIII, por la arquitectura neoclásica.
Los franceses llaman «clásica» a la arquitectura del siglo de Luis XIV y de sus sucesores y rechazan la denominación, peyorativa en francés, de «barroca». Esta oposición entre un clasicismo «razonable» a la francesa y un barroco «excesivo» a la italiana encuentra su origen en la voluntad, afirmada desde el siglo XVII, de suplantar a Roma y, de hecho, aparece en el momento en que Versalles y la corte del rey Sol toman el lugar de Italia como centro de influencia cultural. El punto de inflexión será en abril de 1665 con el rechazo de los planes de Bernini para la columnata del Louvre: el arquitecto más famoso y solicitado de Europa era rechazado por la corte de Francia. Sin embargo, algunos historiadores del arte consideran la arquitectura francesa de los reinados de Luis XIII y sobre todo, de Luis XIV y Luis XV como barroca: creen que la mayoría de las construcciones francesas «clásicas», sean religiosas o civiles, podrían haberse construido en otros lugares de Europa y que reúnen todos los elementos barrocos: el gusto por la magnificencia, la perspectiva, la decoración. Ese barroco francés influirá profundamente en la arquitectura civil del siglo XVIII en toda Europa.
Las primeras realizaciones de relevancia corrieron a cargo de Jacques Lemercier (capilla de la Sorbona, 1635) y de François Mansart (château de Maisons-Laffitte (1624-1626); Iglesia de Val-de-Grâce (1645-1667). Posteriormente, los grandes programas áulicos se centraron en la nueva fachada del palacio del Louvre (1667-1670), obra de Louis Le Vau y de Claude Perrault, en el ahora desaparecido château de Marly (1679-1696), en ciertas alas del inmenso château de Fontainebleau. Pero no se puede atribuir el desarrollo de la arquitectura barroca únicamente a los dominios de la corona, ya que fue en ese momento cuando proliferaron también muchas obras de dominio noble y burgués como los châteaux en las zonas rurales —el château de Dampier construido para el duque de Chevreuse, el ala barroca del castillo de Blois, el ya mencionado Maisons Laffitte (cuya realización marcará un antes y un después en la arquitectura francesa) —y los hôtels particuliers en las zonas urbanas; por ejemplo el Hôtel de Toulouse, actual sede de la Banque de France, o el Hôtel de Soubise  (1624-1639), posteriormente remodelado para convertirse en claro ejemplo del estilo rococó. 
Pero el principal programa del siglo será el palacio de Versalles (1669-1685), nuevamente un encargo para Le Vau continuado por Jules Hardouin-Mansart. De este último arquitecto conviene también destacar la iglesia de San Luis de los Inválidos (1678-1691), así como el trazado de la plaza Vendôme de París (1685-1708).
Aunque originalmente inspirados en el barroco italiano, bajo Luis XIV, se dio mayor énfasis a la regularidad, al orden colosal de las fachadas y al uso de columnatas y cúpulas, para simbolizar el poder y la grandeza del Rey.  Este mensaje está claramente presente en la disposición de salones (el dormitorio de Luis XIV ocupa el centro del palacio y está dispuesto exactamente sobre el eje este-oeste, los salones de estado están dedicados cada uno a una divinidad romana, o lo que es lo mismo a un planeta, etc), así como en la fuente de Apolo; cuyo carro tira del sol, el cual, al estar la fuente mirando hacia el este, parece que va a emerger del agua. Muy pronto, el palacio y la ciudad que surgirán en Versalles se convertirán en un suntuoso signo de propaganda política y escenario de un sinfín de extravagancias y derroches. A partir de Versalles, tanto el palacio como el modelo de jardín francés se difundieron por las cortes europeas.
Ejemplos notables del estilo son el Gran Trianón del Palacio de Versalles y la cúpula de la iglesia parisina de iglesia de San Luis de los Inválidos (1678-1691), otra obra de Jules Hardouin-Mansart (que alberga actualmente los restos de Napoleón Bonaparte) junto con el conjunto adyacente del Hôtel des Invalides. En los últimos años de Luis XIV y en el reinado de Luis XV, los órdenes colosales desaparecieron gradualmente, el estilo se hizo más claro y vio la introducción de la decoración de hierro forjado en los diseños de rocaille. El período también vio la introducción de plazas urbanas monumentales en París y en otras ciudades, en particular la plaza Vendôme y la place de la Concorde. El estilo influyó profundamente en la arquitectura secular del siglo XVIII en toda Europa: el palacio de Versalles y el jardín formal francés fueron copiados por otras cortes de toda Europa.
La arquitectura barroca está en deuda con los franceses por la invención del château  de tres cuerpos de edificación. El modelo vigente hasta entonces era el del  palazzo italiano: una fachada austera, a veces grandiosa, dando a la calle, con uno o más patios interiores con columnatas o no. La creatividad de los arquitectos se expresaba en los márgenes, en la gran escalera o la galería interior. Aunque el diseño palaciego de tres alas abiertas ya se había establecido en Francia como solución canónica en el siglo XVI, fue el Palacio de Luxemburgo (1615-1631) de Salomon de Brosse el que determinó la dirección sobria y clasicista que la arquitectura barroca francesa va a tomar. Para la reina madre María de Medici, de Brosse puso a punto el palacio con tres cuerpos de edificación que se convertiría en el modelo esencial de la arquitectura palaciega. Por primera vez, el corps de logis se subrayó como la parte representativa principal de la construcción, mientras que las alas laterales fueron tratadas como jerárquicamente inferiores y fueron apropiadamente reducidas. La torre medieval ha sido completamente reemplazada por la proyección central en la forma de una puerta monumental de tres pisos. De Brosse mezcló en el diseño elementos a la francesa  (techos abuhardillados y decorados) y elementos italianos (en particular el tratamiento «rústico» de la fachada de piedra, como la del palacio Pitti que añoraba la reina madre). Esa síntesis es característica del estilo Luis XIII.

Los tres grandes palacios del clasicismo francés precursores de Versalles
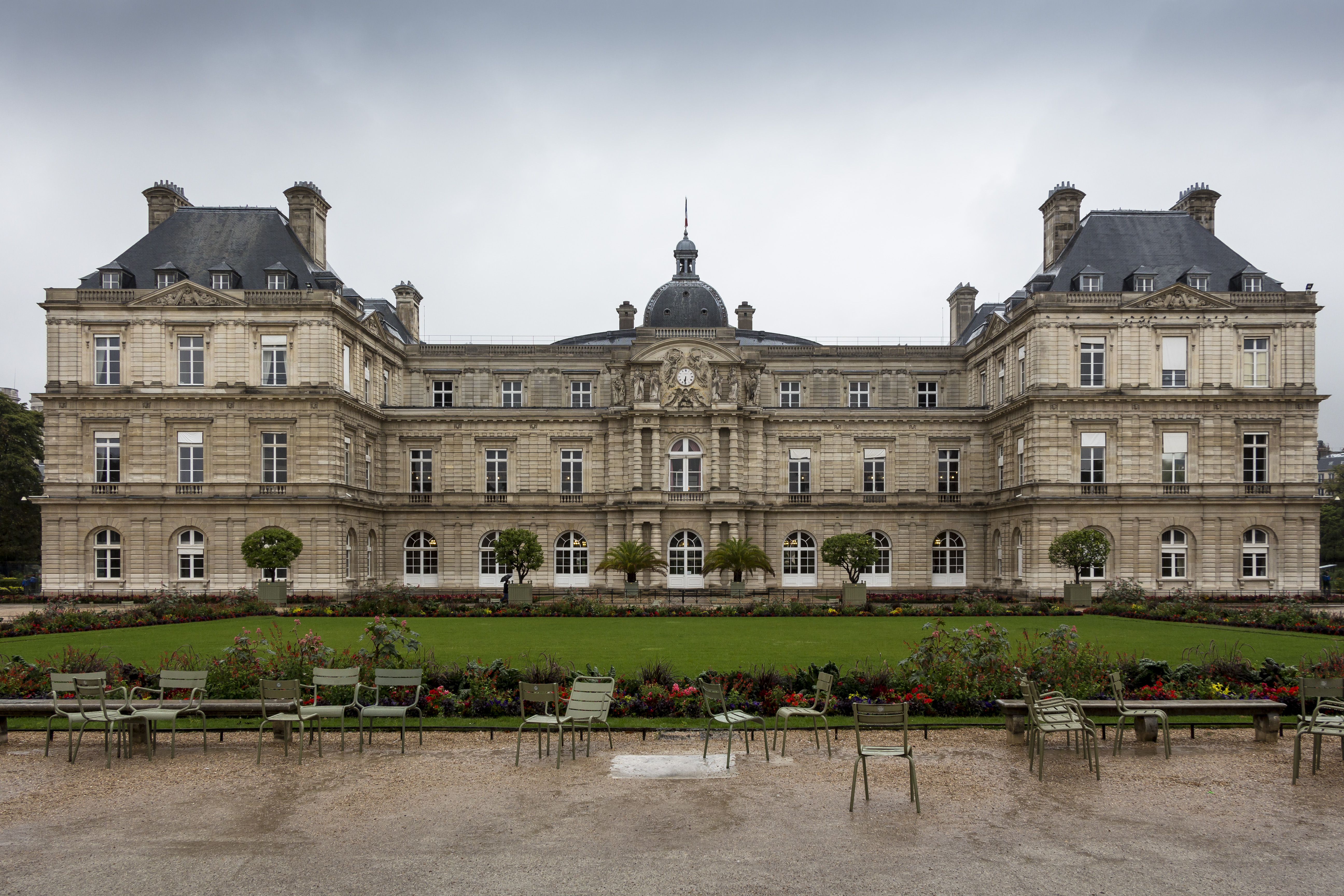
Palacio del Luxemburgo (1615-1620), de Salomon de Brosse
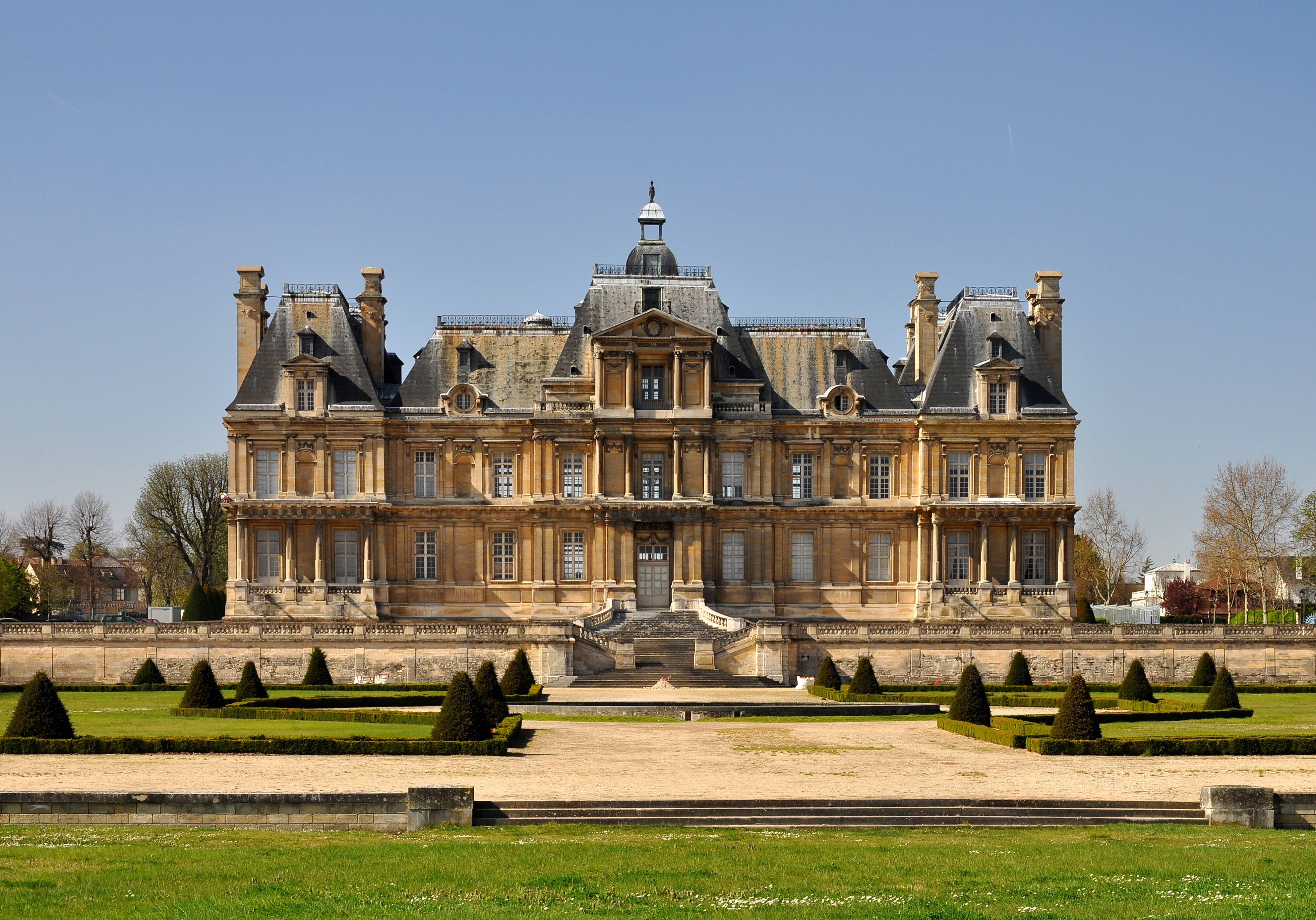
Château de Maisons-Laffitte (1630-1651), de François Mansart
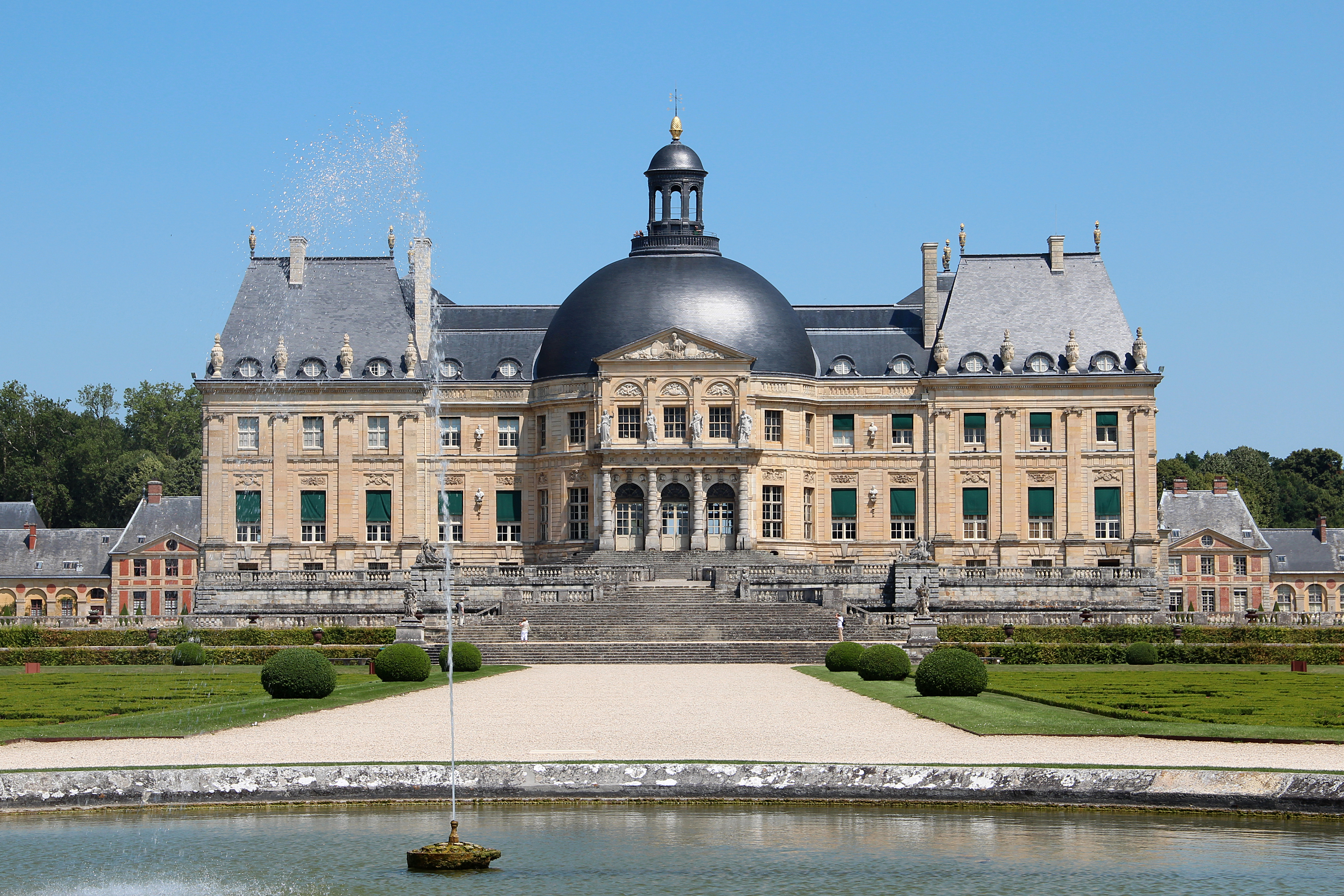
Château de Vaux-le-Vicomte (1656-1661), cerca de Paris, de Louis Le Vau y André Le Nôtre

## Barroco francés temprano

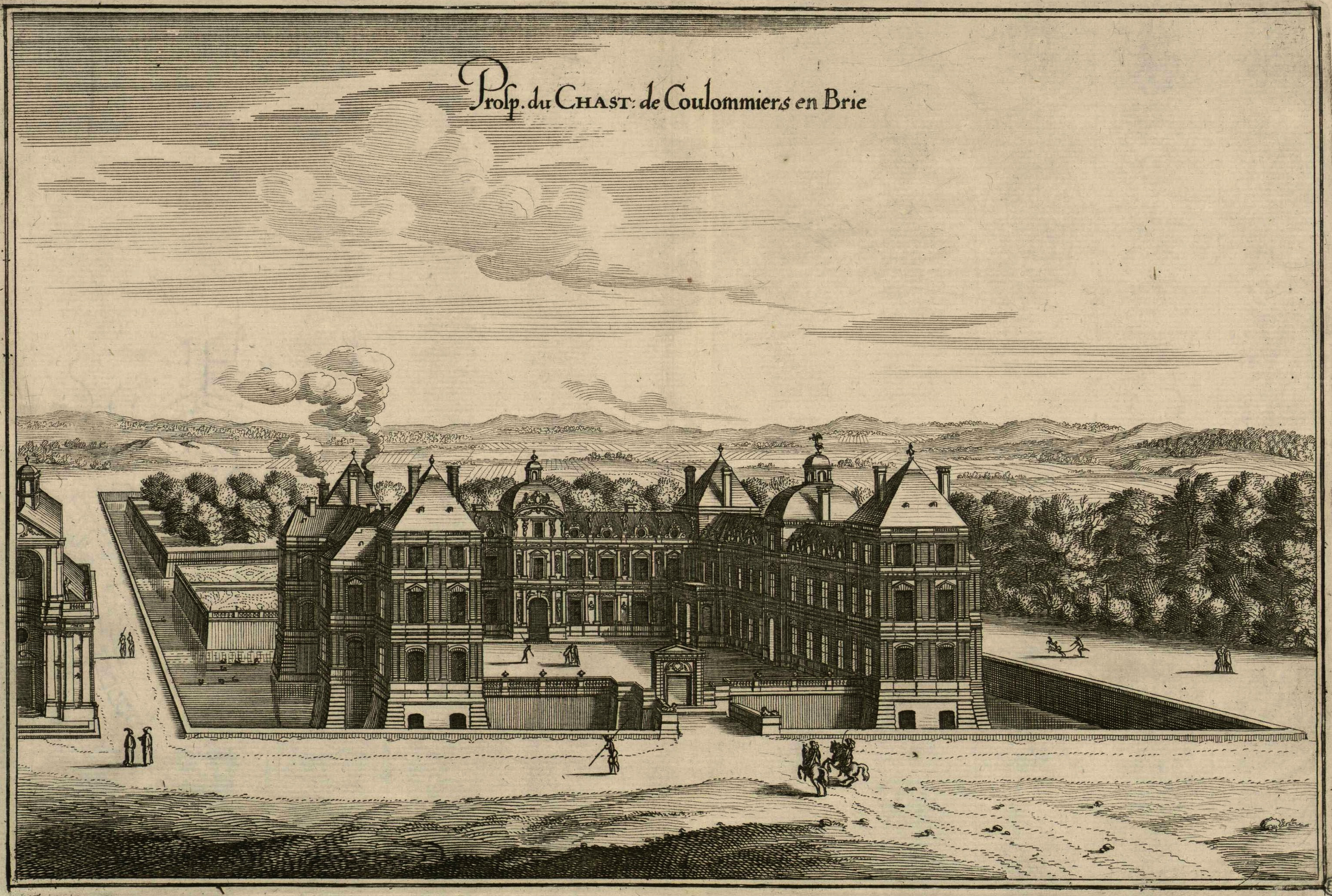
Château de Coulommiers (1613), hoy desaparecido

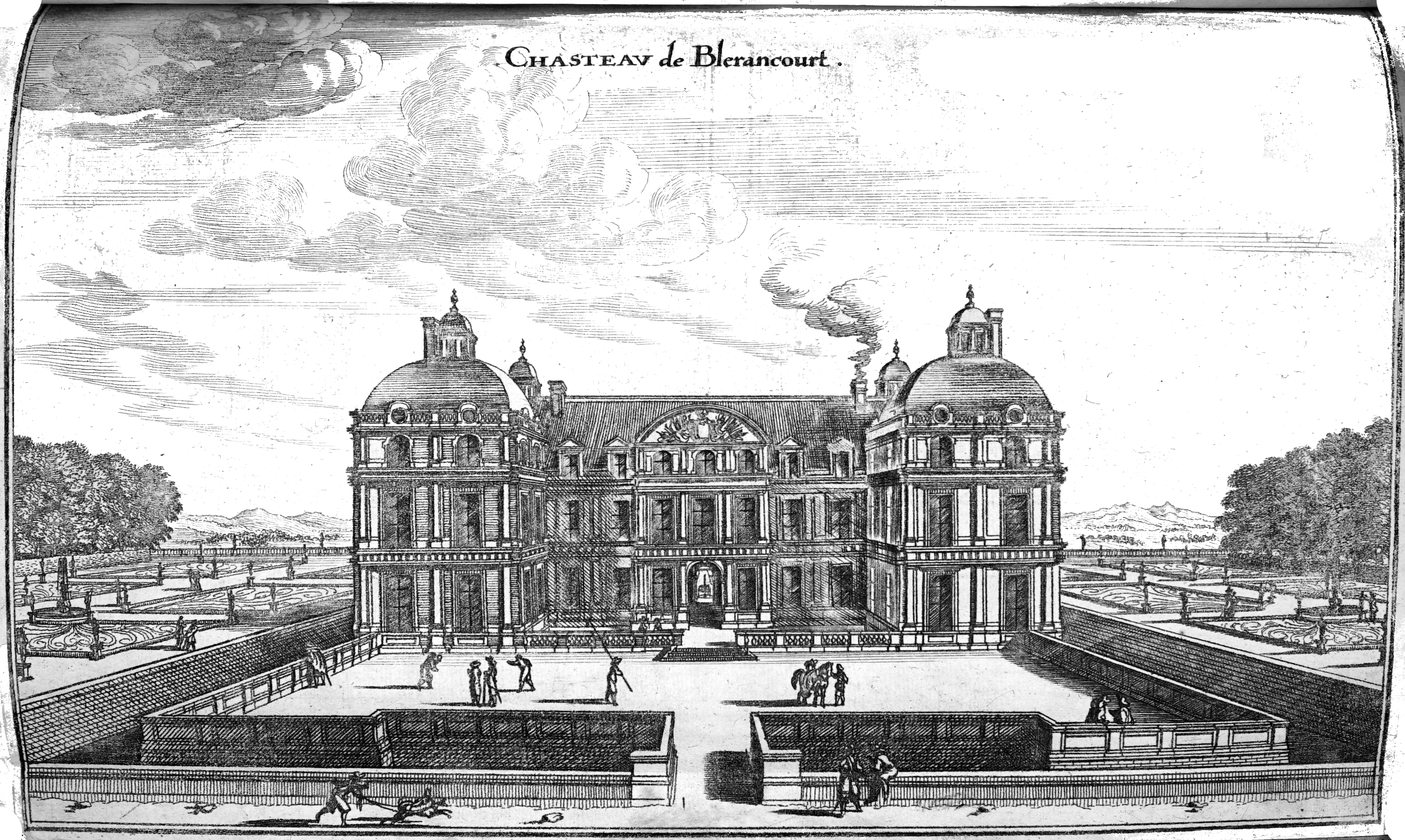
Château de Blérancourt (1614-1619), hoy casi destruido por entero

El barroco francés, desde el principio, fue una expresión del poder y la majestad de los reyes de Francia. Se procedió deliberadamente en una dirección diferente a la de Italia y del resto de Europa, combinando elementos clásicos, especialmente los órdenes colosales de las columnas, y evitando la decoración exuberante que apareció en fachadas e interiores en España, Alemania y Europa Central. Se usó con menos frecuencia en iglesias y más a menudo en el diseño de palacios reales y de residencias de campo. Otro elemento distintivo del estilo barroco francés fue la integración de la arquitectura de la casa con los jardines formales a su alrededor, en lo que se conoció como el jardín formal francés.
Salomon de Brosse (1571-1626) fue uno de los primeros arquitectos franceses en adoptar el estilo a la arquitectura residencial. En la segunda década del siglo XVII, levantó tres grandes palacios: el château de Coulommiers (1613), el château de Blérancourt (1614-1619) y sobre todo, el palacio del Luxemburgo que construyó entre 1615 y 1624 para la madre de Luis XIII, María de Médicis. El palacio del Luxemburgo estableció un nuevo modelo para las residencias reales, con pabellones en las esquinas, alas laterales y con una gran entrada central coronada por una cúpula. Los muros presentan órdenes colosales de columnas con frontones triangulares, lo que indica la inspiración clásica detrás del movimiento francés. Una característica tradicional francesa eran las cubiertas abuhardilladas de altas pendientes y la compleja línea del tejado. Al igual que los palacios de los Medicis en Roma, el palacio estaba rodeado por un gran jardín y fuentes. El diseño interior también fue innovador; los pabellones alrededor del bloque principal contenían los apartamentos, permitiendo una mayor flexibilidad y funcionalidad del espacio interior.

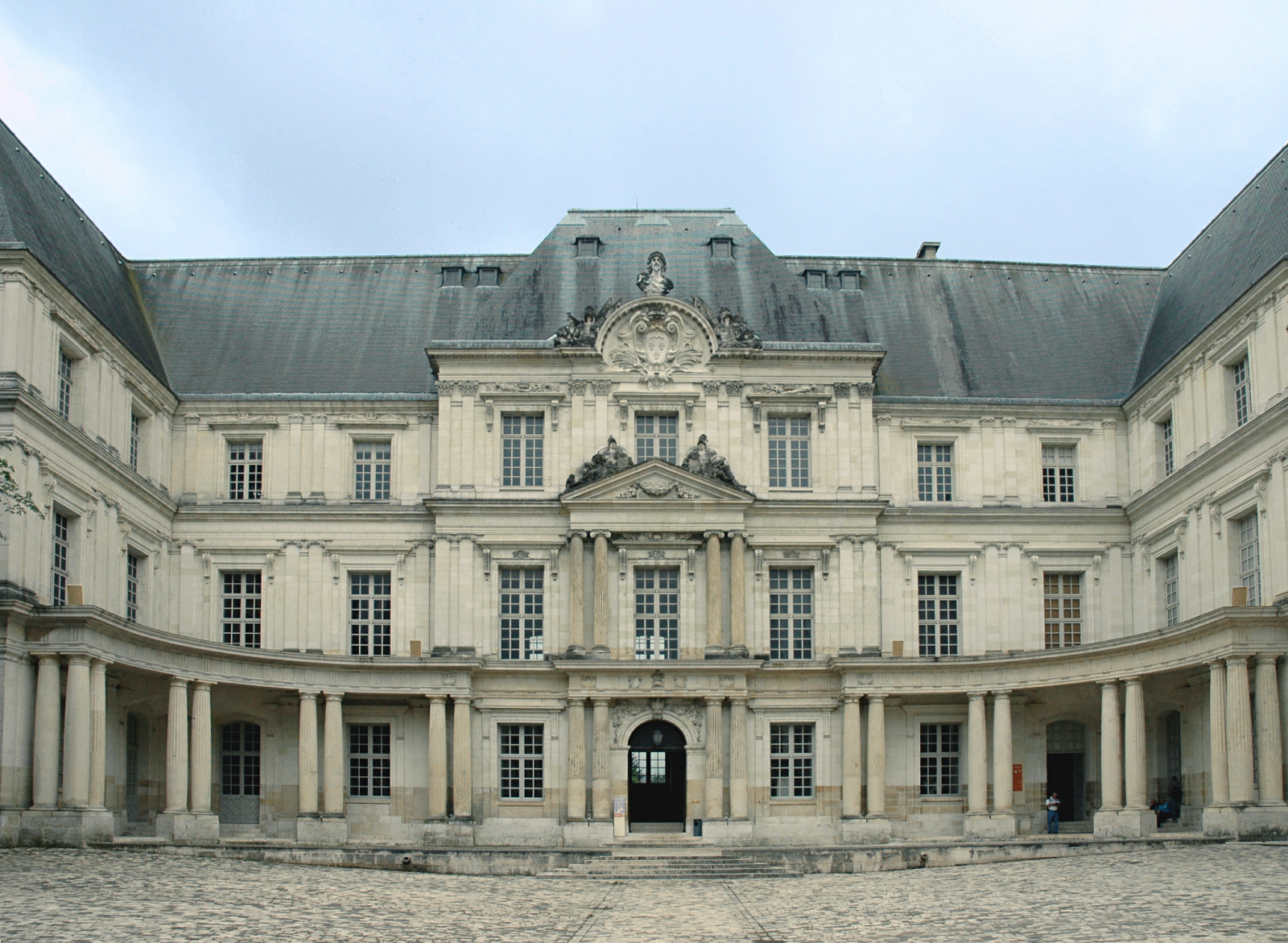
El ala Orléans en el château real de Blois (1635-1638)

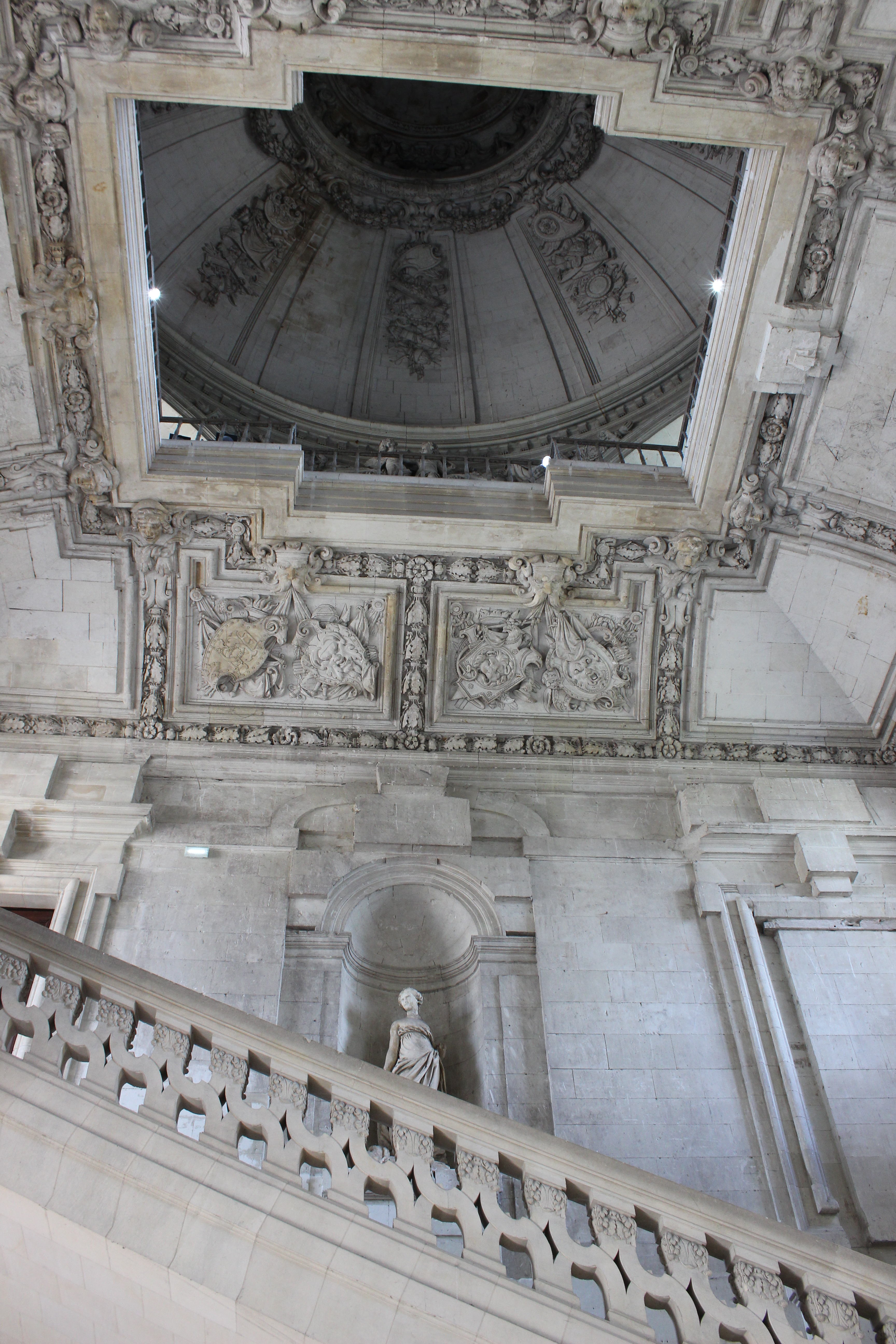
La escalera de Blois

Uno de los formuladores más exitosos del nuevo estilo fue François Mansart (1598-1666), un perfeccionista incansable al que a menudo se le atribuye la introducción del barroco completo en Francia. No fue el primero en usar el techo inclinado en mansarda, pero lo usó con tanta destreza que tomó su nombre. Tras sus primeros châteaux —Berny (1623-1625) y Belleroy (1626-1636)—, el arquitecto desconocido adquirió notoriedad y acometió la ampliación del ala Orléans en el château real de Blois (1635-1638), en la que erigió la primera gran escalera del siglo. Pero su obra maestra será el château de Maisons-Laffitte (1630-1651), en que Mansart mostró la continuidad entre el estilo renacentista francés y el nuevo estilo, conservando la idiosincrasia del estilo gótico heredado de la tradición francesa. Maisons-Laffitte ilustra la transición en curso de los châteaux posmedievales del siglo XVI a las casas de campo-villas del XVIII. La edificación es estrictamente simétrica, con un orden arquitectónico aplicado a cada planta, principalmente en forma de pilastras. El frontispicio, coronado con un techo sobreelevado, está impregnado de notable plasticidad y el conjunto se lee como un todo tridimensional. Los edificios de Mansart están desprovistos de efectos decorativos exagerados, tan típicos de la Roma contemporánea. La influencia barroca italiana es silenciada y relegada al campo de la ornamentación decorativa.
Louis Le Vau (1612-1670) fue otra figura central en el estilo barroco francés temprano. Desde 1654 principal arquitecto de Luis XIV, diseñó el château de Vaux-le-Vicomte (1656-1661) para Nicolas Fouquet, entonces superintendente de Finanzas del joven Luis. El diseño del château en sí era similar al del palacio de Luxemburgo y al palazzo Barberini en Roma. Lo que lo hizo diferente de los estilos anteriores fue la unidad de su arquitectura, su interior y el paisaje a su alrededor. Su fachada presentaba columnas monumentales estilizadas, alas combinadas con techos en mansarda y una cúpula prominente, de estilo barroco. Desde la cornisa principal hasta un plinto bajo, el palacio en miniatura se viste con el llamado "orden colosal", que hace que la edificación se vea más impresionante. El interior fue lujosamente decorado con murales de Charles Le Brun y se colocó en el centro de unos enormes jardines formales diseñados por André Le Notre, dispuestos con caminos según patrones geométricos, parterres, fuentes y estanques reflectantes, que parecían extender la arquitectura de la residencia en todas las direcciones. El gran salón del edificio se abría al jardín, una característica que luego se convirtió en una característica habitual de los palacios barrocos. La colaboración creativa de Le Vau y Le Nôtre marcó la llegada de la manera magnífica que permitió extender la arquitectura barroca fuera de los muros del palacio y transformar el paisaje circundante en un mosaico inmaculado de vistas expansivas. Después de ver la generosidad del edificio, el rey despidió y encarceló a Fouquet, tomó posesión de la casa para la corona y pronto puso a Le Vau a trabajar para crear su propio palacio en Versalles.
Los mismos tres artistas ampliaron ese concepto a proporciones monumentales en el pabellón de caza real y más tarde en el principal palacio de Versalles (1661-1690). En una escala mucho mayor, el palacio fue una versión hipertrofiada y algo repetitiva de Vaux-le-Vicomte. Fue el edificio residencial más grandioso y más imitado del siglo XVII. Los palacios de Mannheim, Nordkirchen y Drottningholm fueron algunas de las muchas residencias extranjeras para las que Versalles proporcionó un modelo.

## La fachada del Louvre
En 1665, el primer ministro de Luis XIV, Jean-Baptiste Colbert, invitó a París al arquitecto y escultor más famoso del barroco italiano, Gian Lorenzo Bernini, para proponerle que realizar un diseño para la nueva ala este del Louvre, ubicada en el lado este de la Cour Carrée (patio cuadrado). Este diseño habría alineado la arquitectura de París con el estilo barroco italiano. Sin embargo, al final Luis optó por recurrir a arquitectos franceses. Quería un diseño que fuera claramente francés, en lugar de una copia del estilo italiano. En abril de 1667, asignó el encargo a un comité, el Petit Conseil, compuesto por Louis Le Vau, Charles Le Brun y Claude Perrault, y los tres diseñaron juntos la nueva fachada. Presentaba un orden gigante, es decir, una larga hilera de columnas dobles de dos plantas de altura, descansando en la parte superior de un nivel masivo inferior, con altas ventanas de arco segmentado, modeladas a partir de las utilizadas para el estilo renacentista del Ala Lescot. Tenía un techo plano oculto tras una balaustrada, con un frontón triangular en el centro sobre la entrada principal. En 1668 se tomó la decisión de duplicar el ancho del ala sur, lo que supuso la construcción de una nueva fachada en el sur, frente al Sena. Perrault también diseñó una nueva fachada en el interior del patio hacia el oeste, y una nueva fachada a juego en el norte.

La fachada oriental del Louvre
Propuesta de fachada de Gian Lorenzo Bernini
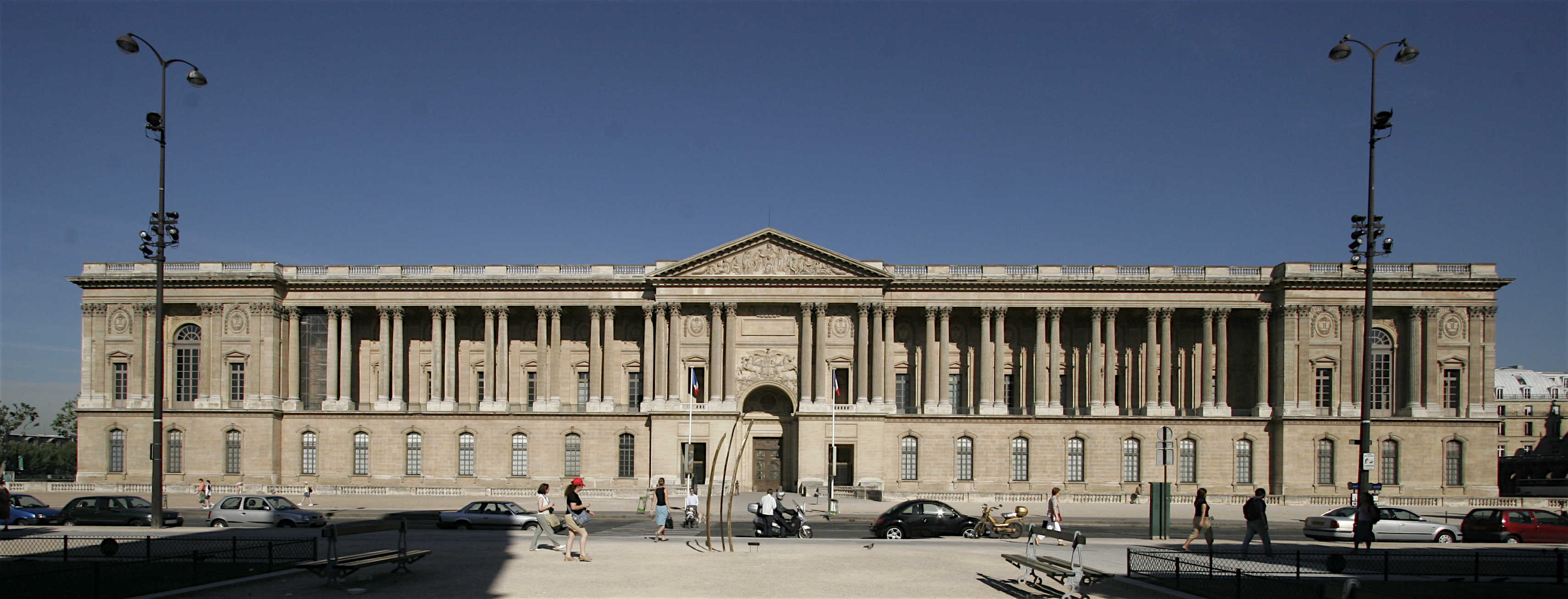
La columnata del Louvre (1667-1670), de Claude Perrault, Louis Le Vau y Charles Le Brun

## El Palacio de Versalles

El escaparate más importante del barroco francés fue el palacio de Versalles. Inicialmente, Versalles había sido un pequeño pabellón de caza construido en 1624 por Philibert Le Roy por mandato de Luis XIII, quien había quedado prendado de la belleza de aquel paisaje. En 1634, Luis XIII hizo que nuevamente su principal arquitecto e ingeniero, Le Roy, lo convirtiera en un château. Luis XIII murió en 1643 y el palacio permaneció en silencio durante dieciocho años. Su transformación barroca va a seguir un proceso escalonado que empieza en 1661, cuando Luis XIV decidió ampliarlo sin destruir el original. Fueron encargados Louis Le Vau y Charles Le Brun como arquitecto y diseñador, y asignó a André Le Nôtre la creación de un gran jardín formal que se pudiera ver desde el castillo, siguiendo el modelo del château de Vaux-le-Vicomte que había maravillado al monarca.
En ese momento Versalles se convirtió en escenario de fastuosas fiestas, lo que ocasionaba muchos inconvenientes dado que se habían de desplazar miles de personas y además no había espacio suficiente para alojar a toda la corte. Hasta 1668, Versalles solamente era aún una mansión de campo a la que Luis XIV se retiraba frecuentemente en compañías femeninas y con sus más allegados. Ese año Le Vau abordó una segunda ampliación en la que el palacio fue literalmente envuelto por un edificio de influencia barroca italiana, orientado hacia los jardines. Inicialmente ese «envoltorio» que rodearía el palacio primitivo se encontraba en su punto central unido por una gran terraza. Cuando Le Vau falleció en 1670, el proyecto fue encomendado al nuevo arquitecto real Jules Hardouin-Mansart, el sobrino de Francois Mansart.
El nuevo palacio rodeaba el antiguo château de ladrillo, con nuevas alas al norte, sur y en la parte trasera. La fachada, como el nuevo ala del Louvre, presentaba columnas de orden colosal, mientras que la cubierta era plana con una terraza, decorada con balaustradas, pilastras, balcones, estatuas y trofeos. Sin embargo, el incierto clima de la Île-de-France mostró lo poco práctico que resultaba ese gran espacio abierto, por lo que en su lugar se construyó a partir de 1674-1675, la suntuosa Galería de los Espejos. Le Brun creó el interior, que se abría al nuevo jardín. Un pequeño ejército de pintores, escultores y decoradores se puso a trabajar con mármol, piedra policromada, bronce, espejos y estuco dorado. Le Brun mismo pintó el techo. El Salón de los Espejos se convirtió en el símbolo de todo el estilo barroco francés. El nuevo palacio estaba abierto a casi cualquier visitante, y se convirtió en un inmenso teatro, donde el rey llevaba a cabo sus ceremonias, con un meticuloso protocolo, a la vista del público.
En 1682 Luis XIV expresó su deseo a su superintendente de finanzas Jean-Baptiste Colbert, de trasladar la corte a Versalles, es decir, albergar a unas 4000 personas entre príncipes, sirvientes, ministros y demás cortesanos. Ello requerirá una obra colosal. La tercera y última gran ampliación se alargó hasta el año 1692 y fue llevada a cabo por Hardouin-Mansart, quien quintuplicará la superficie de la residencia, añadiendo dos gigantescas alas laterales al núcleo central que se desarrolla alrededor del patio de mármol. Versalles se transforma así en capital de una gran nación; una ciudad con mansiones para los cortesanos, imponentes jardines llenos de esculturas y fuentes, ministerios para la administración, cuarteles para la guardia y las viviendas de los criados. Todo ello simétricamente articulado en torno al palacio que a su vez tiene como eje central la cámara del rey. Después, Mansart añadió dos alas en escuadra y nuevas dependencias: el edificio de la Orangerie (1684-1686), un invernadero de plantas exóticas rodeando un jardín formal y un estanque, el Grand Trianon (1687, en colaboración con Robert de Cotte ), un pequeño palacete emboscado en los jardines destinado a la intimidad del rey; y las Grandes y Petites Écuries, las caballerizas. El Grand Trianon, para el que siguieron el modelo de un edificio italiano, el Marble Trianon, tenía una única planta, decorado con yeso y mármol, con techo plano y balaustrada. La planta era muy simple, con un peristilo flanqueado por dos alas y dos avant-corps, o secciones avanzadas sobre las alas. Esa simplicidad y pureza de forma inspiró edificios palaciegos similares en toda Europa, desde Prusia hasta Rusia. Los jardines diseñados por Andre Le Notre complementaban la arquitectura del palacio y expresaban, por medio de las 3 avenidas de jardines —que todavía hoy constituyenlas tres principales vías de la ciudad de Versalles— que confluyen en el palacio, los paseos geométricos alrededor del gran canal, estanques, hileras de árboles, macizos de flores y fuentes, el dominio del rey sobre la naturaleza.
La pieza final del Palacio fue la Capilla del Palacio de VersallesCapilla, iniciada en 1689 según un proyecto de Hardouin-Mansart y completada por Robert de Cotte en 1708-1710. La sala recibió más espacio y luz mediante el uso de columnas clásicas en lugar de pilares macizos, y al colocar las columnas de soporte en un nivel superior.

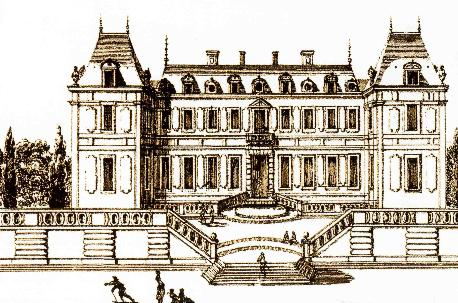
Fachada al jardín del primer castillo (1634), de Philibert Le Roy
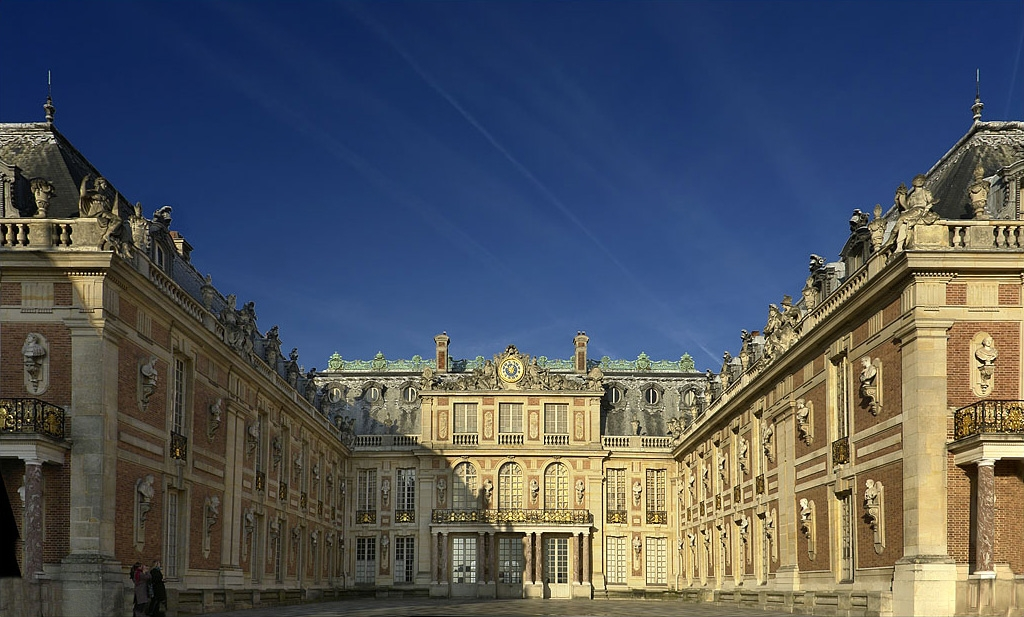
Gran Patio del castillo ampliado (1661-1678), de Louis Le Vau
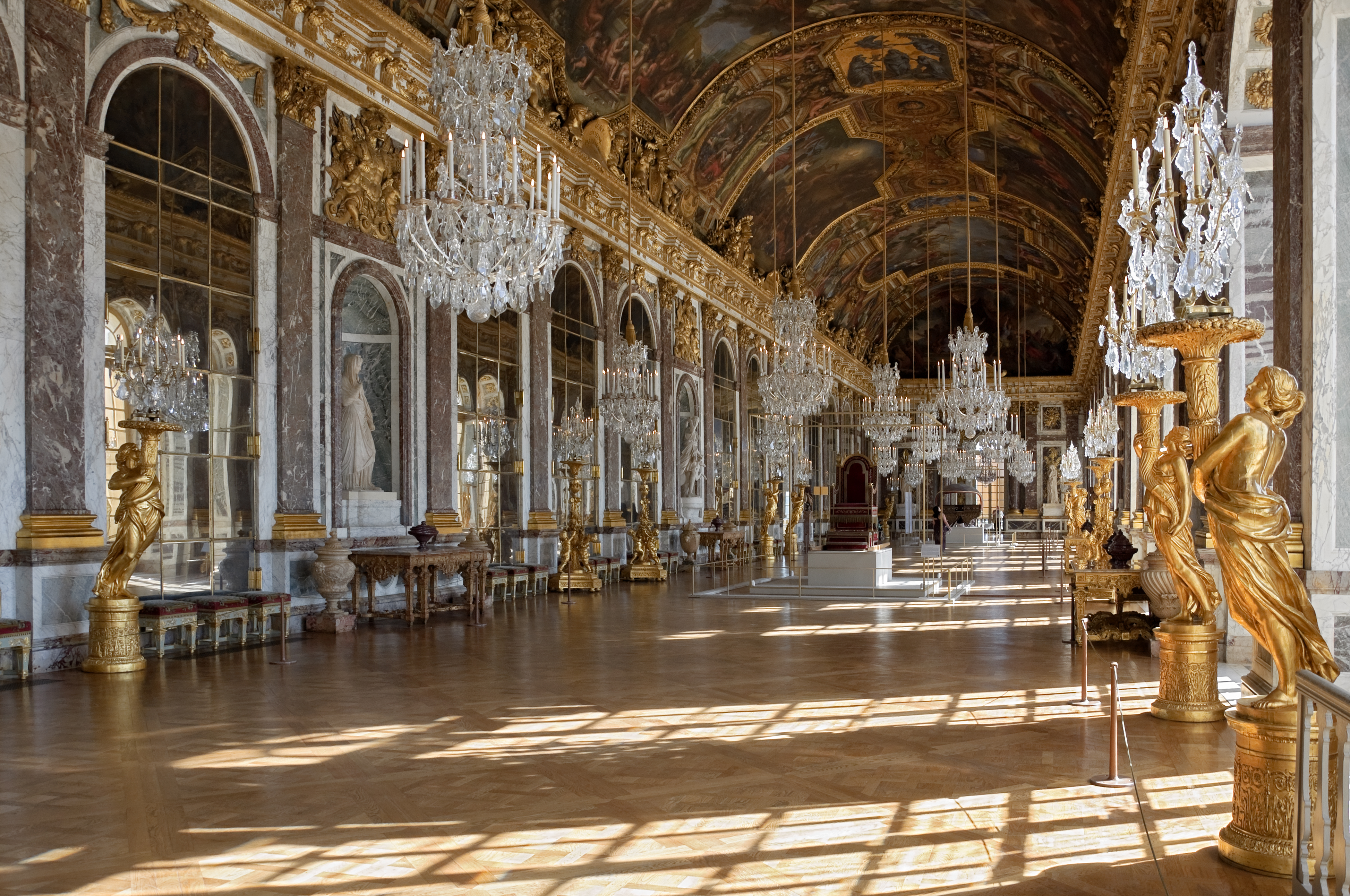
Galería de los Espejos del palacio de Versalles (1678-1684), de Charles Le Brun
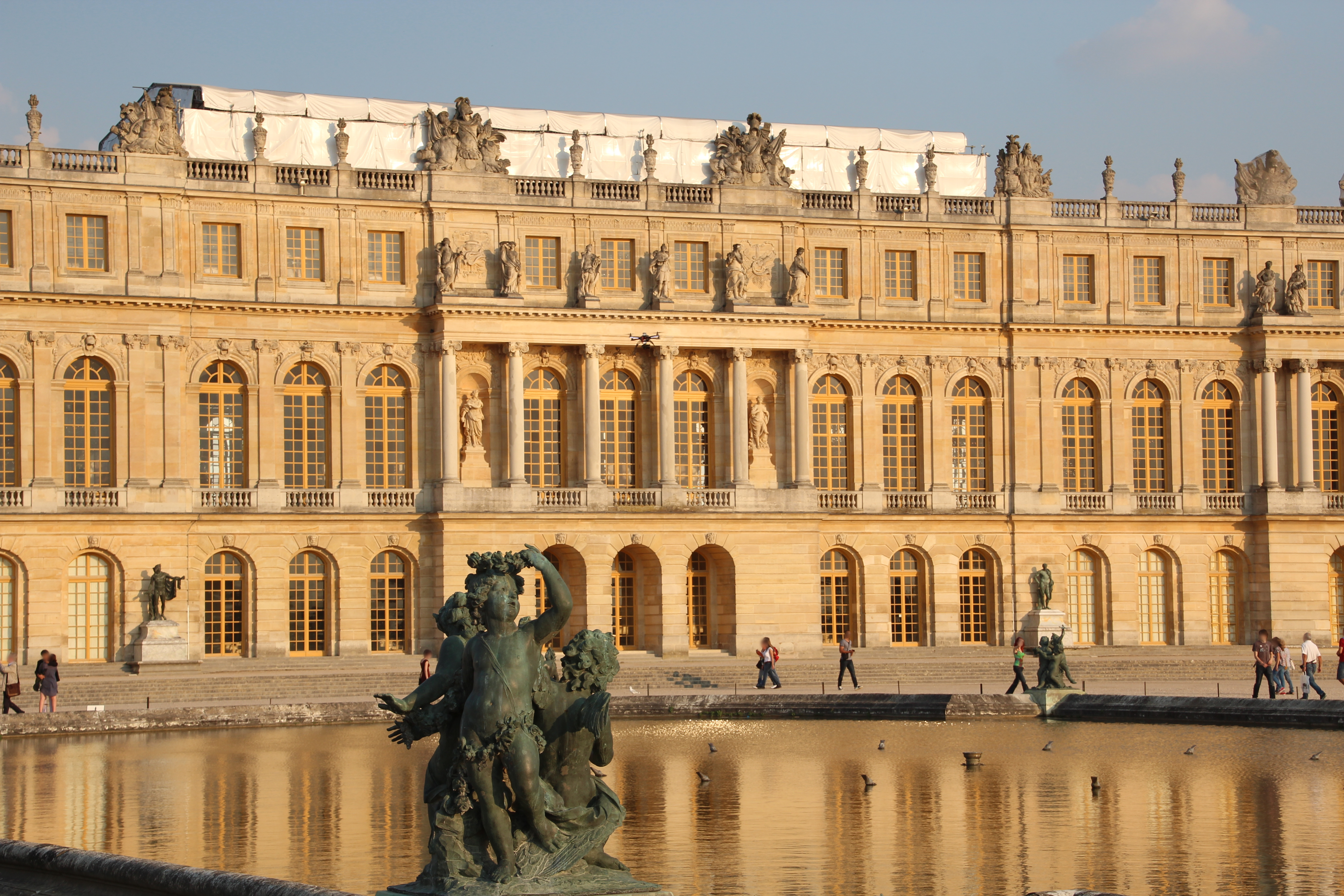
La fachada del jardín (1661-1678), de Louis Le Vau

Luis XV continuó ampliando y modificando el Palacio, principalmente con cambios en las habitaciones interiores. Su mayor contribución fue el Petit Trianon de Ange-Jacques Gabriel. Su austera arquitectura fue un signo de la transición del barroco francés al neoclasicismo.

Edificaciones en Versalles
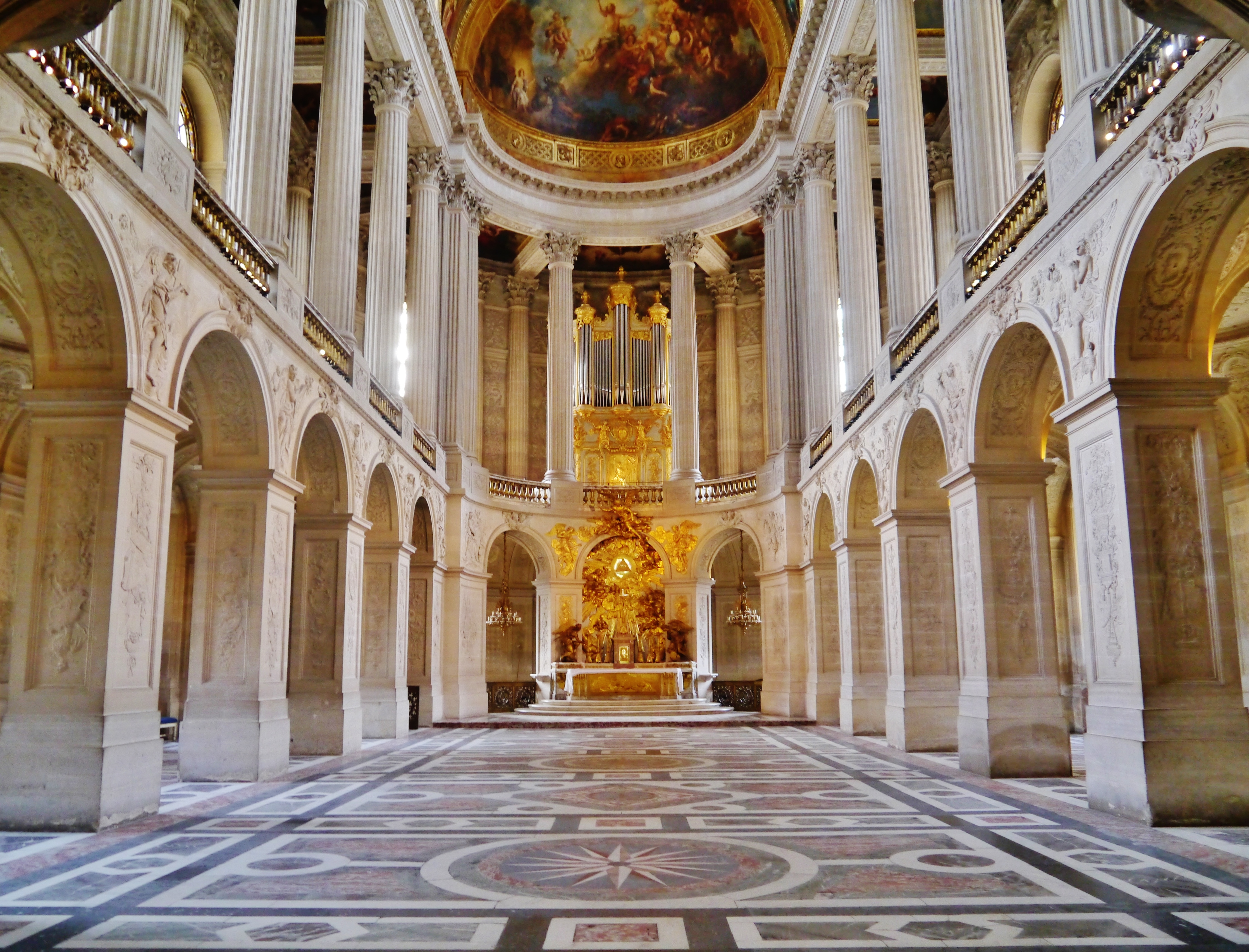
Capilla del Palacio de Versalles (1689-1710), de Jules Hardouin-Mansart y Robert de Cotte
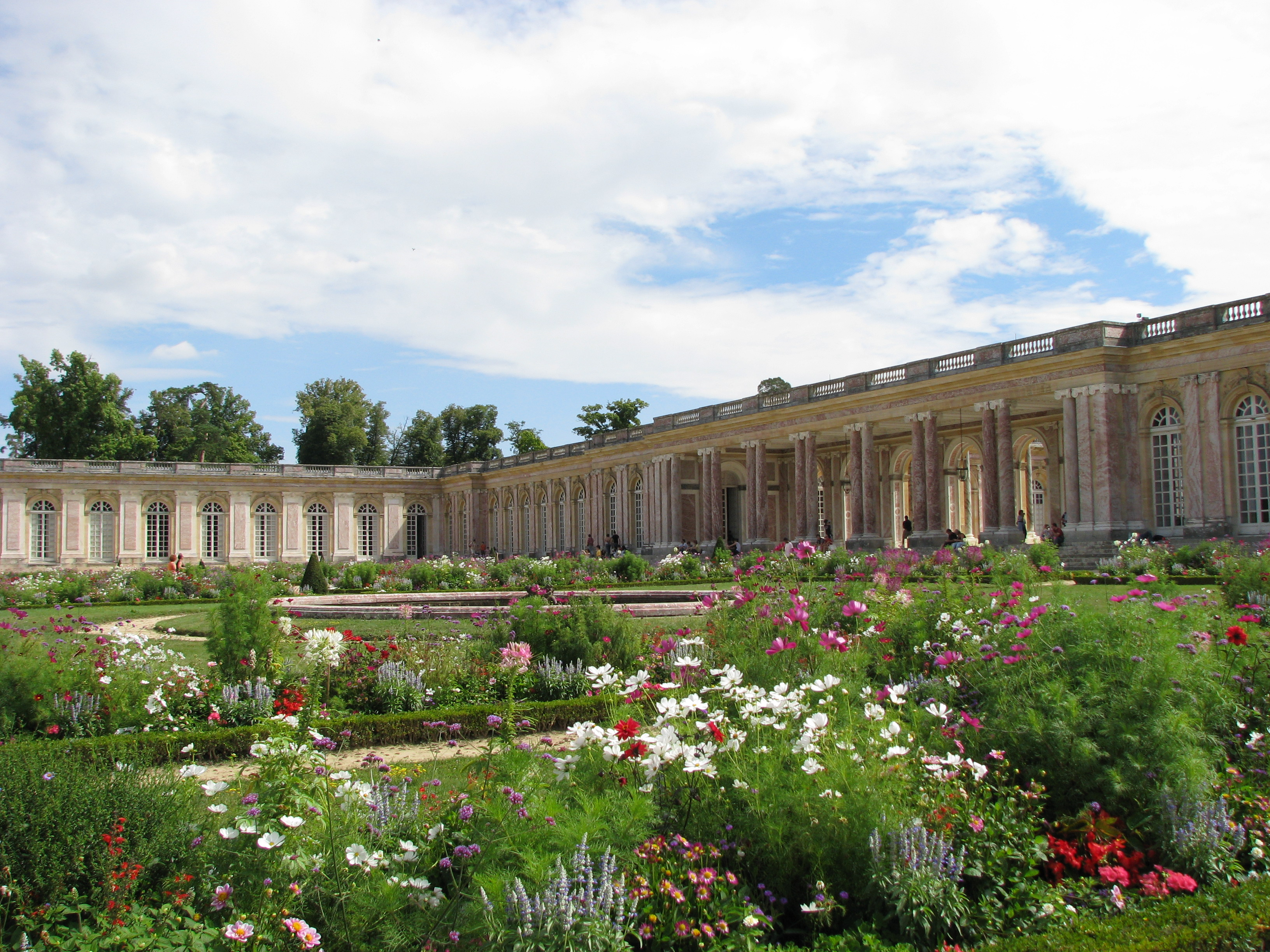
El Grand Trianon (1687-1688), de Hardouin-Mansart y Cotte
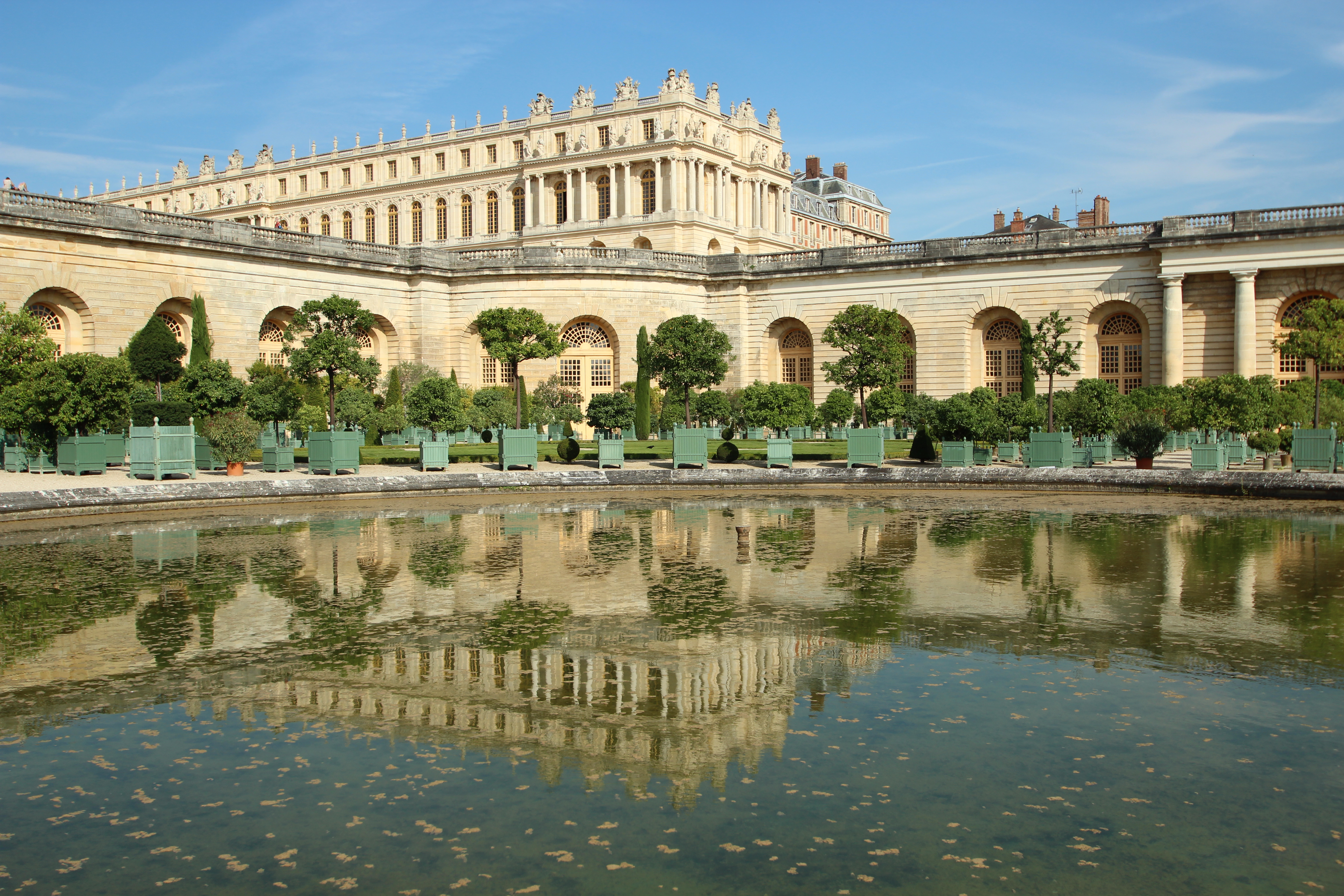
Orangerie, de Jules Hardouin-Mansart
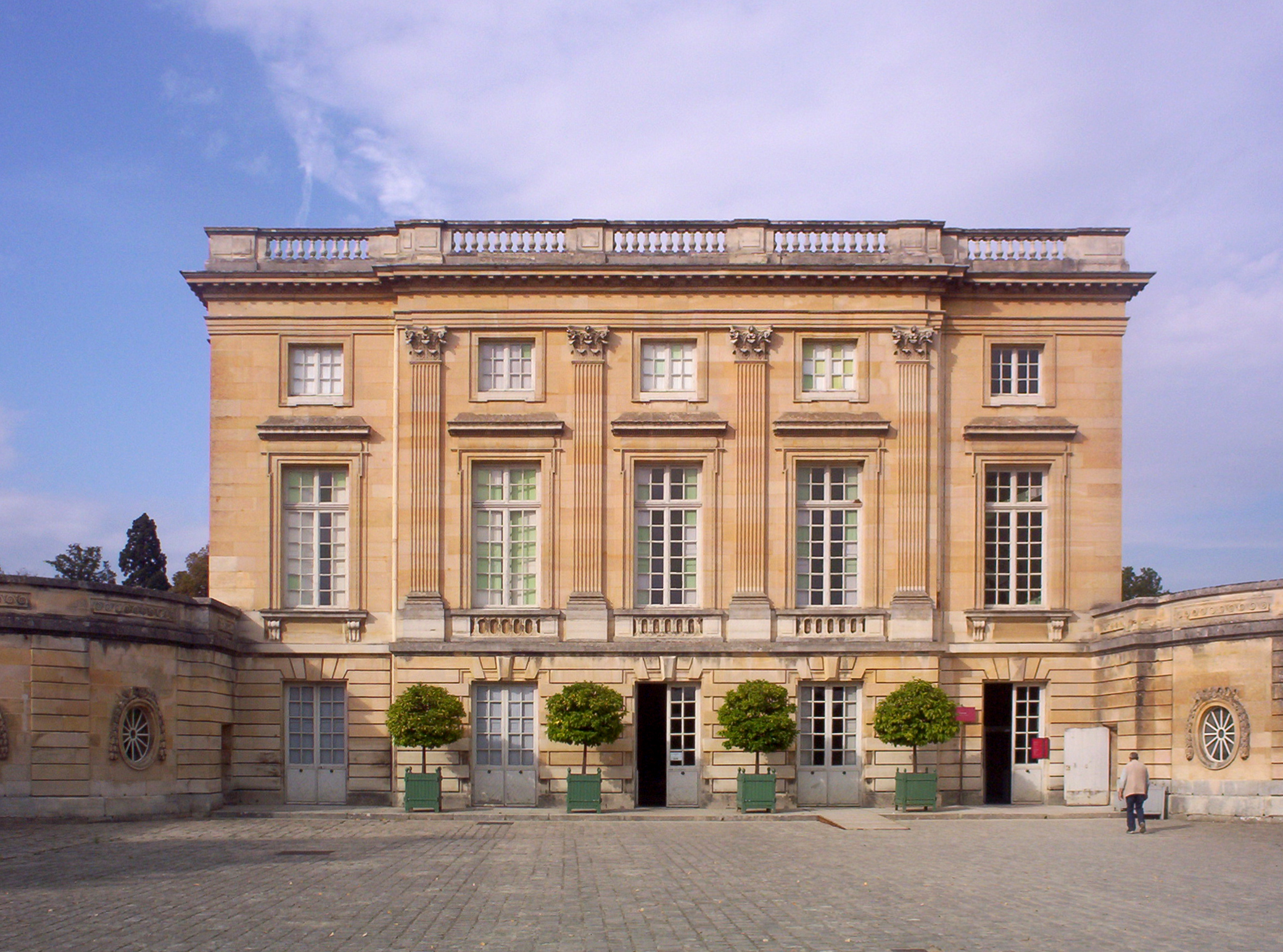
El Petit Trianon (1762-1768), de Ange-Jacques Gabriel

## Arquitectura religiosa
La arquitectura de las iglesias durante el período barroco francés temprano evolucionó más lentamente. El tardío estilo gótico manierista, ejemplificado por la Iglesia de Saint-Étienne-du-Mont obra de Claude Guérin (1606-1621), seguía siendo el estilo dominante. Sin embargo, entre 1690 y 1755 se construyeron veinticuatro nuevas fachadas de iglesias en París. Los concursos para el diseño de las nuevas iglesias, particularmente el Premio de Roma y los concursos para la ampliación de las iglesias parísinas de San Sulpicio y San Eustaquio, presentaron muchas ideas originales.
La primera fachada de una iglesia francesa en el nuevo estilo barroco fue la de Saint-Gervais-Saint-Protais (1616-1620), obra de Salomon de Brosse. Presentaba, como la iglesia del Gesù en Roma, una fachada con los tres órdenes de columnas, dórico, jónico y corintio, dispuestas en pisos uno encima del otro. Otra variante del nuevo estilo apareció en la principal iglesia jesuita en París, la iglesia de San Pablo-San Luis , inspirada en la iglesia jesuita romana del Gesù. Diseñado por los arquitectos jesuitas Etienne Martellange y François Derand, tenía dos plantas, con el nivel inferior a la altura de las capillas, y un nivel superior, con un segundo orden de columnas, y un frontón sobre el portal de la iglesia. El nivel superior esta soportado por consolas en forma de S invertida. La superficie de la fachada estaba decorada con estatuas en nichos y con renouncements (renuncias). La planta interior era rectangular, con una gran nave abovedada, flanqueada por capillas.
Los interiores de las nuevas iglesias parroquiales, como San Sulpicio, Saint-Louis-en-l'Île y Saint-Roch siguieron en gran medida la tradicional planta gótica de Notre-Dame, aunque agregaron fachadas y otros elementos decorativos del barroco italiano. Saint-Roch (1653-1690), diseñada por Jacques Lemercier, tenía una planta gótica pero una colorida decoración de estilo italiano. Para seguir los consejos del Concilio de Trento de integrarse en la arquitectura de la ciudad, se alinearon las nuevas iglesias con la calle. en lugar de orientarse siempre en dirección E-O.

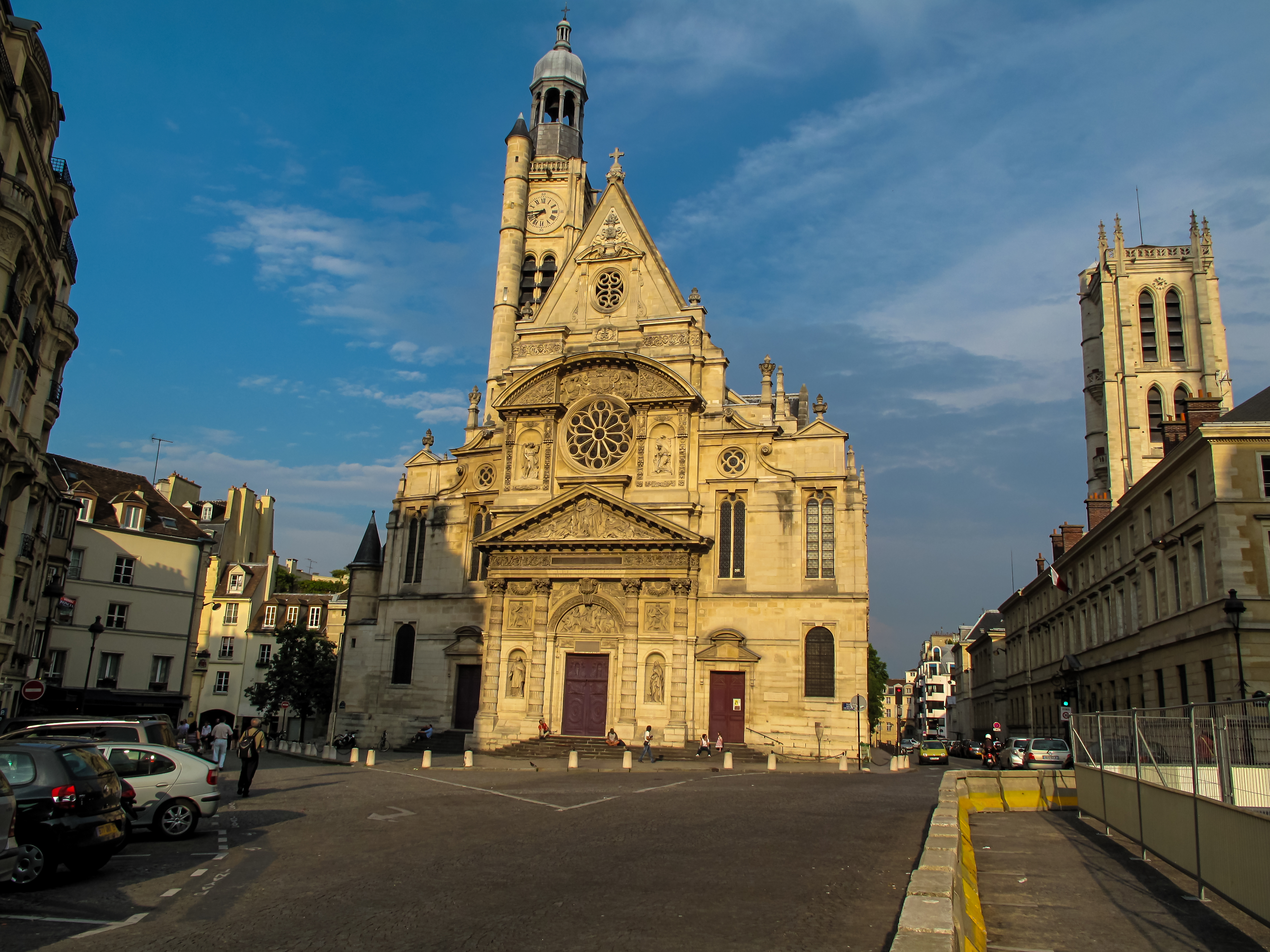
La iglesia de Saint-Étienne-du-Mont (1606-1621), de Claude Guérin, de estilo gótico manierista tardío
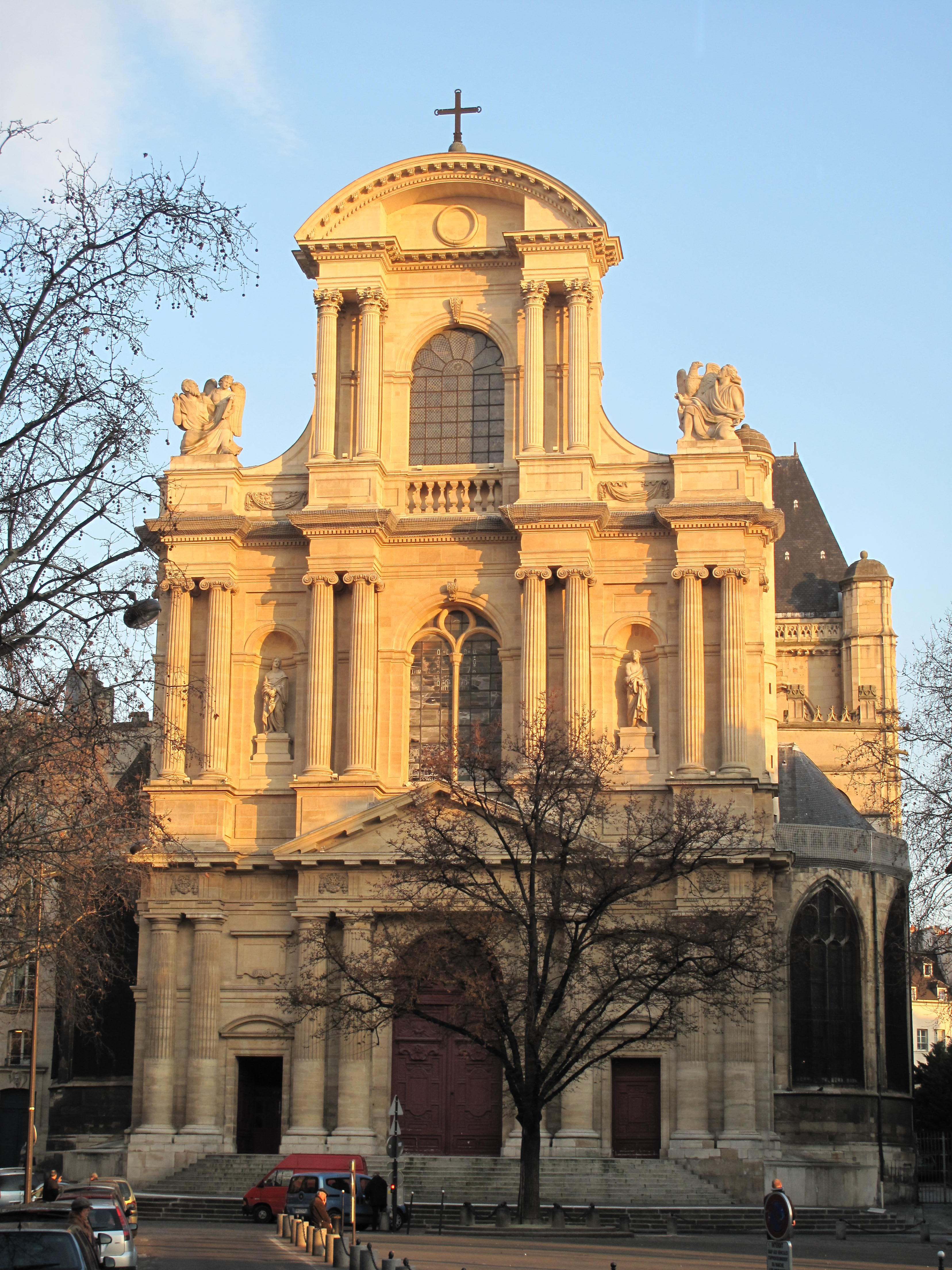
La iglesia de Saint-Gervais-Saint-Protais (1616-1620), la primera iglesia de París con una fachada en el nuevo estilo barroco
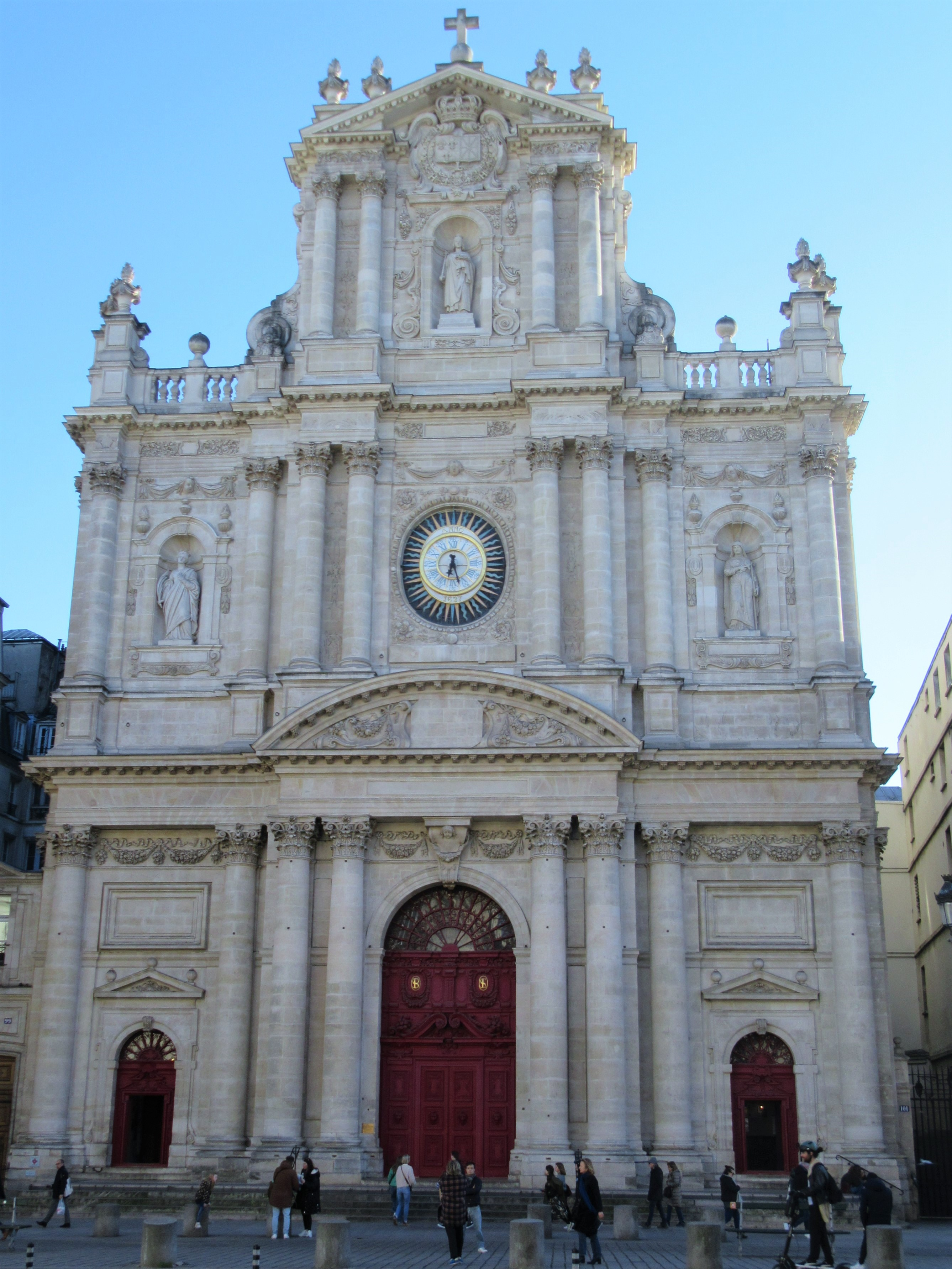
La iglesia de San Pablo-San Luis (1627-1641), de Etienne Martellange y François Derand
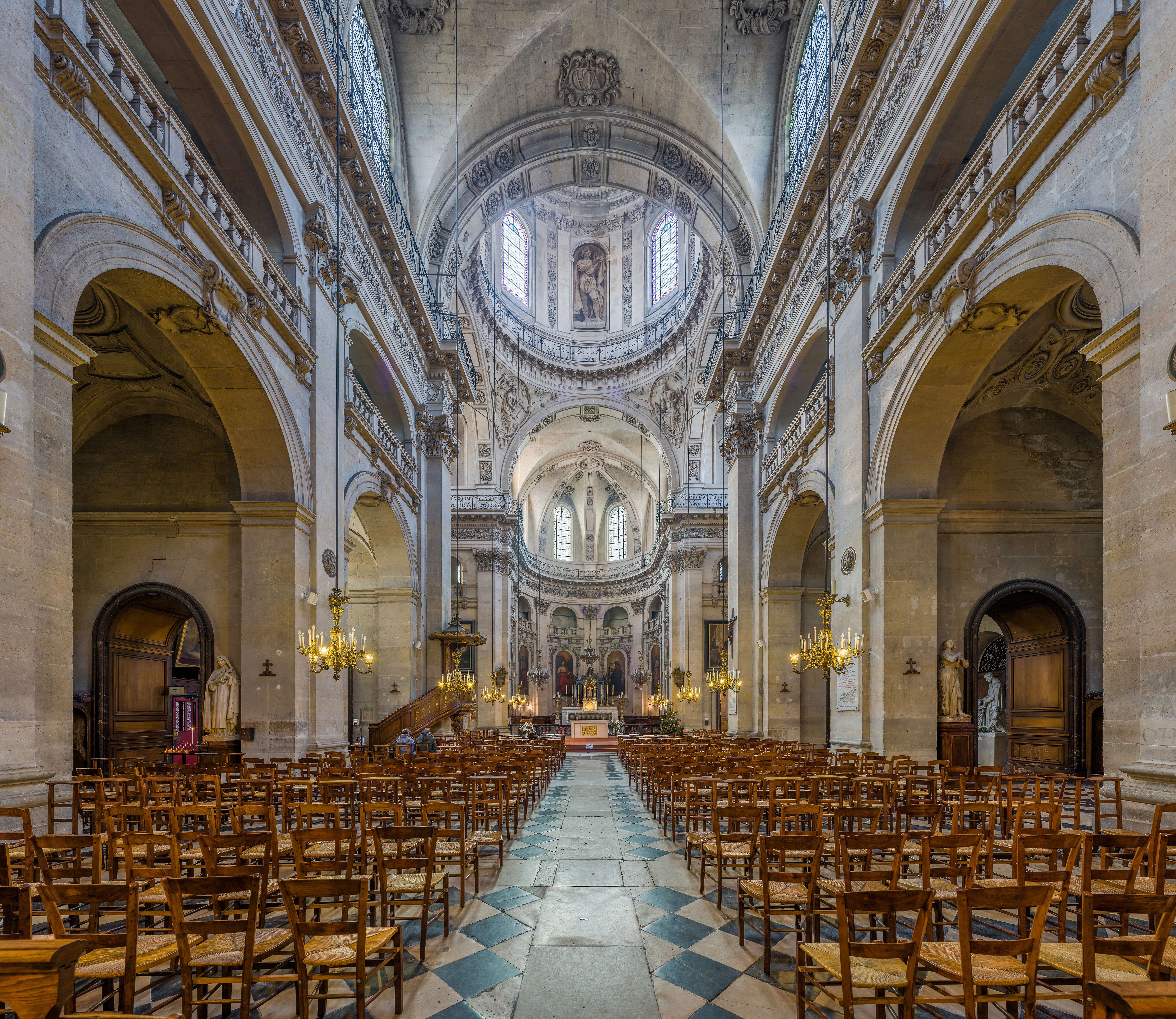
Interior de San Pablo-San Luis (1627-1641)
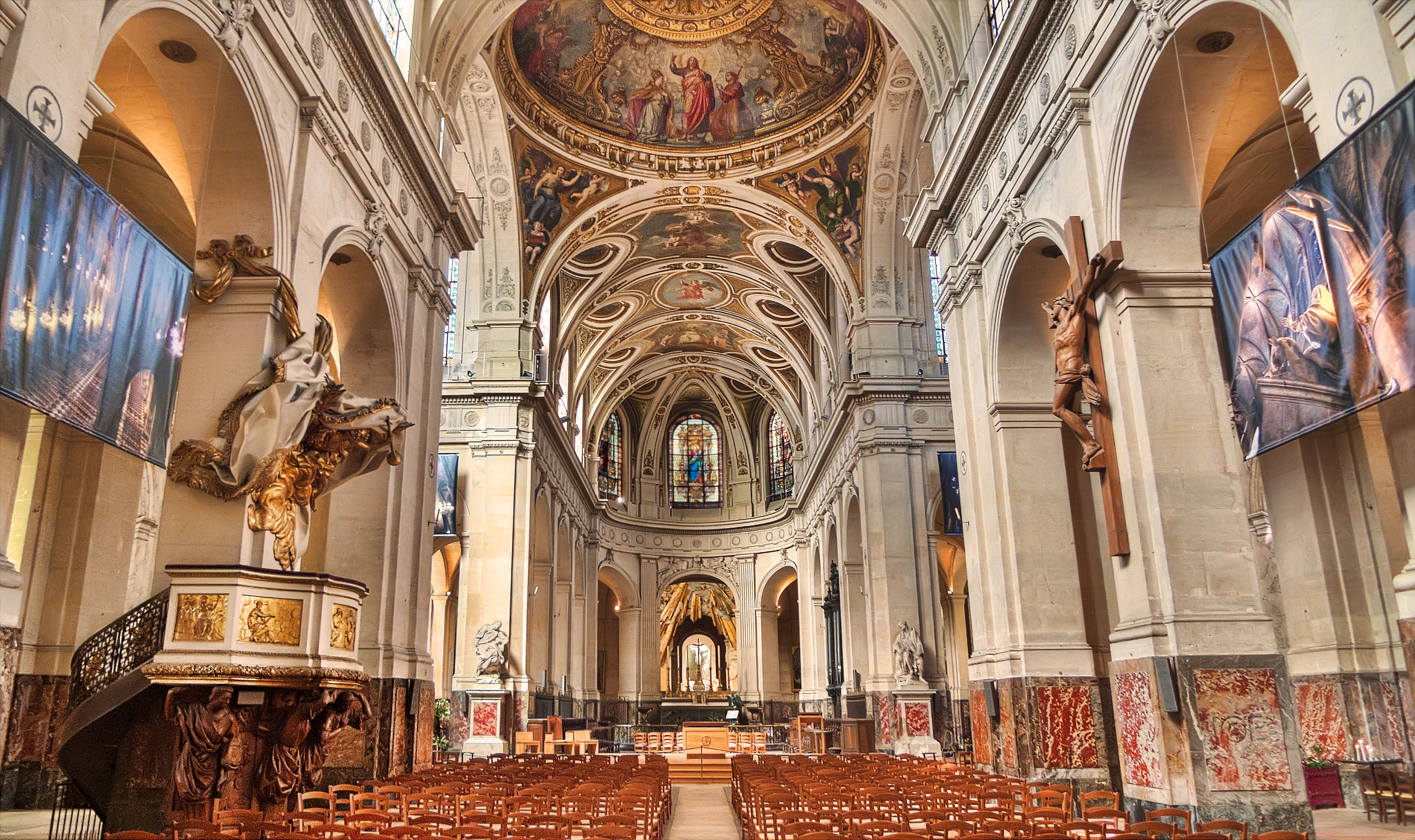
La iglesia Saint-Roch (1653-1690), de Jacques Lemercier

## El debut de la cúpula

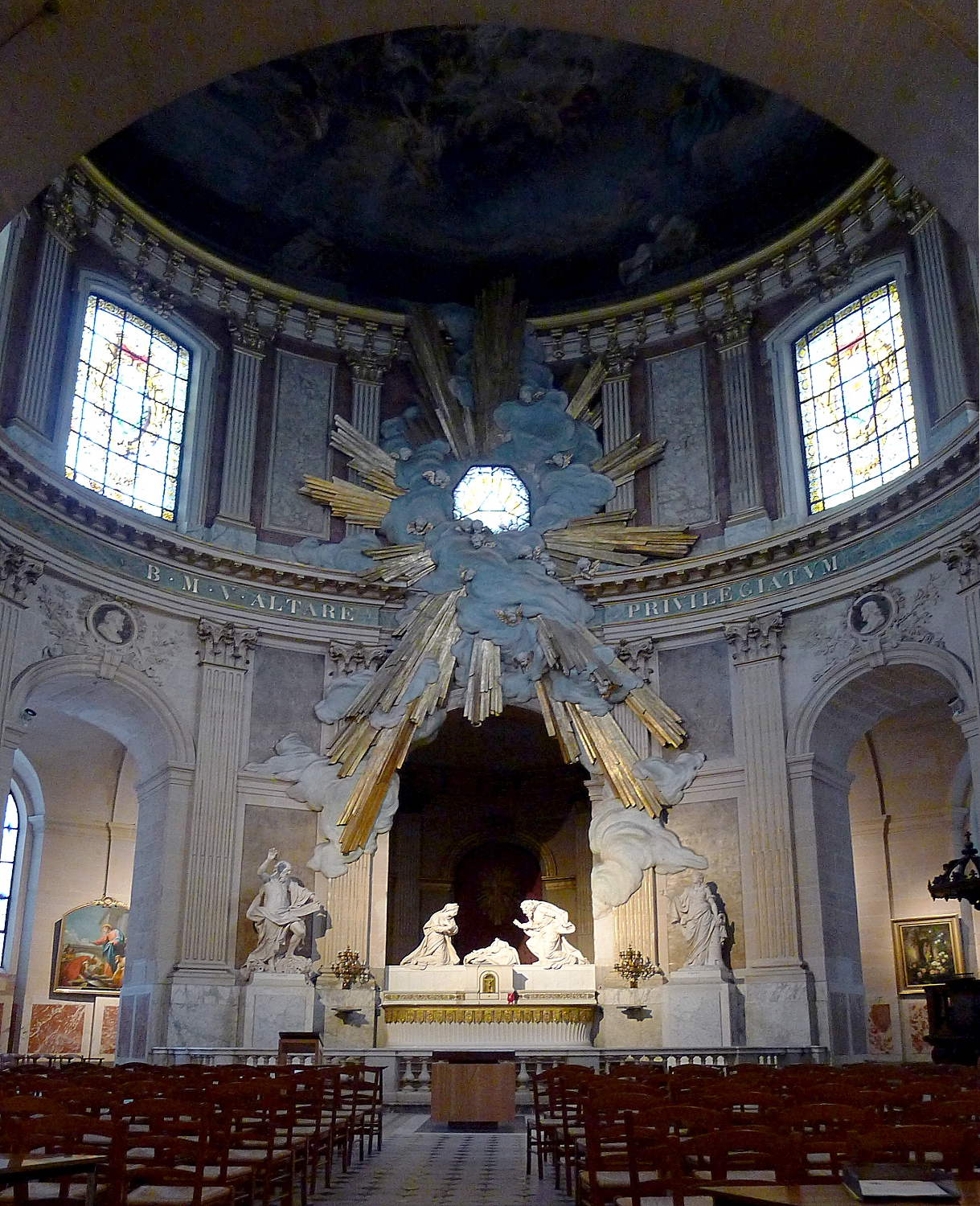
Iglesia Saint-Roch en París (1653-1690), de Jacques Lemercier

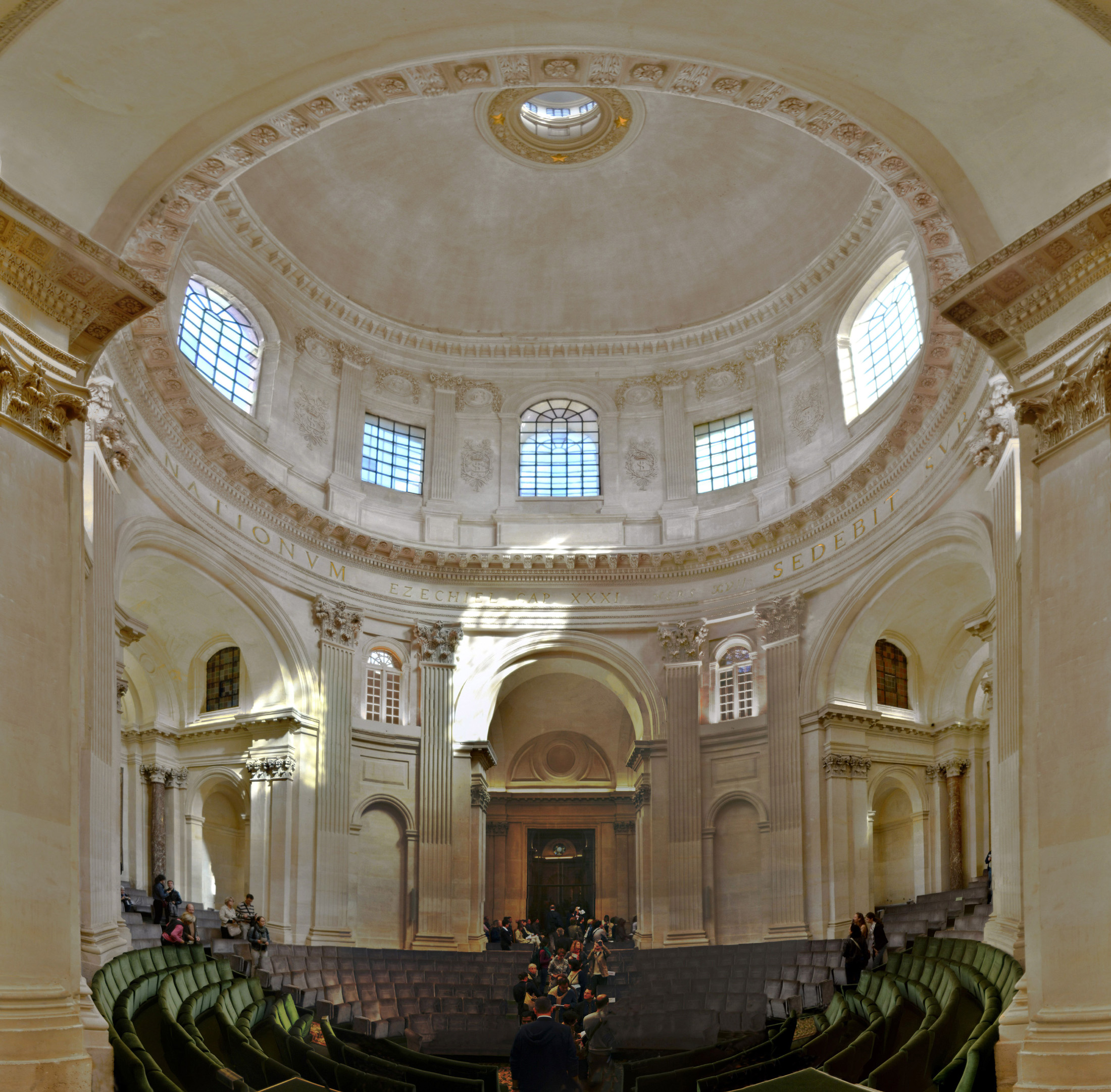
Interior de capilla del College des Quatre-Nations (1662-1668) (ahora Institut de France)

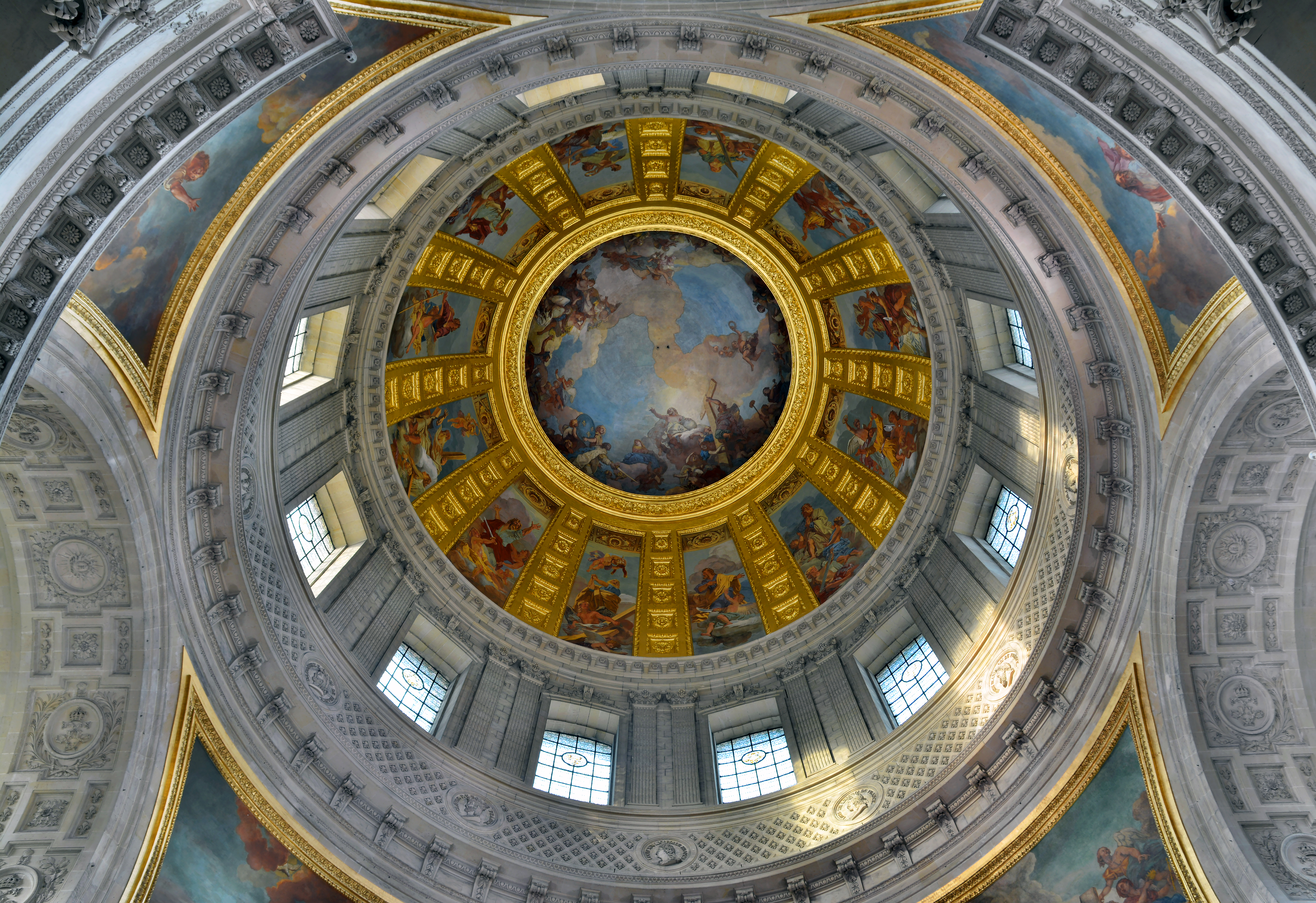
Interior de capilla de Les Invalides (1677-1706)

La principal innovación de la arquitectura religiosa barroca francesa fue la introducción de la cúpula o domo sobre la nave central, un estilo importado del barroco italiano. La cúpula de la iglesia del Gesù en Roma, de Giacomo della Porta (1568-1584) sirvió como modelo. La primera iglesia parisina en tener una cúpula fue la capilla cuya fachada ahora se encuentra en el patio de la École nationale supérieure des Beaux-Arts, en la rue Bonaparte en París. La siguiente cúpula, más grande, se construyó en la Iglesia Saint-Joseph-des-Carmes (1613-1620) en el mismo vecindario. François Mansart construyó una cúpula temprana más grande y aún más impresionante para la iglesia de la Visitación Saint-Marie (1632-1634).
Jacques Lemercier construyó otra cúpula innovadora para la capilla del Colegio de la Sorbona , a partir de 1635. Este diseño presentaba una cúpula hemisférica sobre un alto tambor octogonal, el primero de su tipo en Francia, con cuatro pequeñas cúpulas en los ángulos de la cruz griega sobre las columnas de orden corintio en la fachada.
Una cúpula mucho más grande y más alta siguiendo el modelo barroco italiano fue iniciada por François Mansart, luego continuada por Jacques Lemercier y completada por Pierre Le Muet para la capilla del hospital real y la abadía de Val-de-Grâce (1645-1665), erigida para conmemorar el nacimiento de Luis XIV. La fachada tiene dos niveles de columnas y frontones y un peristilo de columnas separadas, y la cúpula está decorada con una gran cantidad de bóvedas, costillas, estatuas, contrafuertes y adornos, lo que la convierte en la cúpula más italiana de las realizadas en Francia. Lemercier había trabajado en Roma durante siete años. Incluye una inscripción alrededor de la cúpula relativa a los reyes de la Casa de Borbón. Inspirada en la basílica de San Pedro, su cúpula también tiene dos cáscaras, pero la capa exterior es mucho más alta para compensar el efecto de escorzo de ver la cúpula exterior desde cerca en el suelo. La cáscara interior está hecha de piedra y la cáscara exterior está hecha de madera.
La segunda parte del siglo XVII vio el comienzo de dos cúpulas más importantes. La capilla del College des Quatre-Nations (1662-1668) (ahora el Institut de France) de Louis Le Vau y François d'Orbay  fue construida con un legado del cardenal Mazarino al otro lado del Sena desde el Louvre, y aloja su tumba.
La más grandiosa de las cúpulas barrocas francesas fue la de Les Invalides (1677-1706), la capilla del hospital y casa de retiro de veteranos militares, construida por Jules Hardouin-Mansart, tanto como un símbolo de caridad como de gloria militar. La capilla, una iglesia de planta de cruz latina, tiene una de las muchas cúpula inspiradas en la de la basílica de San Pedro. El cubo del edificio está coronado por un tambor de dos plantas con una columnata cilíndrica en la primera, lo que le da a la cúpula una altura excepcional. La cúpula está ricamente decorada con esculturas en los entablamentos y adornos de bronce dorado entre las costillas verticales de la cúpula. En 1861, el cuerpo de Napoleón Bonaparte fue trasladado desde Santa Elena al lugar más destacado debajo de la cúpula.
En la iglesia parisina de Sainte-Anne-la-Royale (1662), Guarino Guarini, un monje y matemático teatino, utilizó bandas entrelazadas o nervaduras que recuerdan las cúpulas islámicas en Iznik o Córdoba, o el ejemplo cristiano en Torres del Río.
También se pueden encontrar cúpulas ovaladas en edificios seculares como el château de Maisons (1642-1616) y el château de Vaux-le-Vicomte (1657).

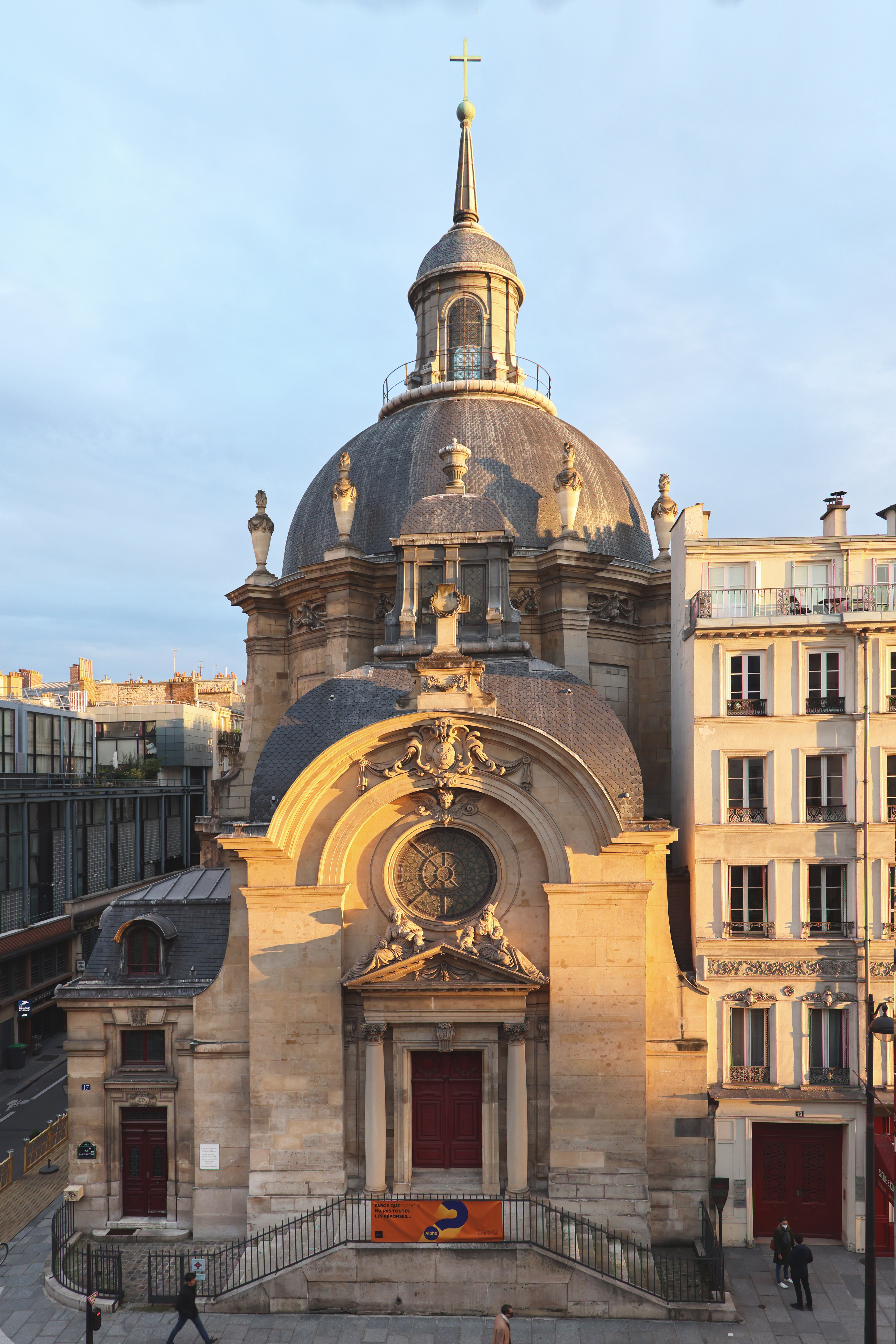
Iglesia del Convento de la Visitación (1632-1634), de François Mansart
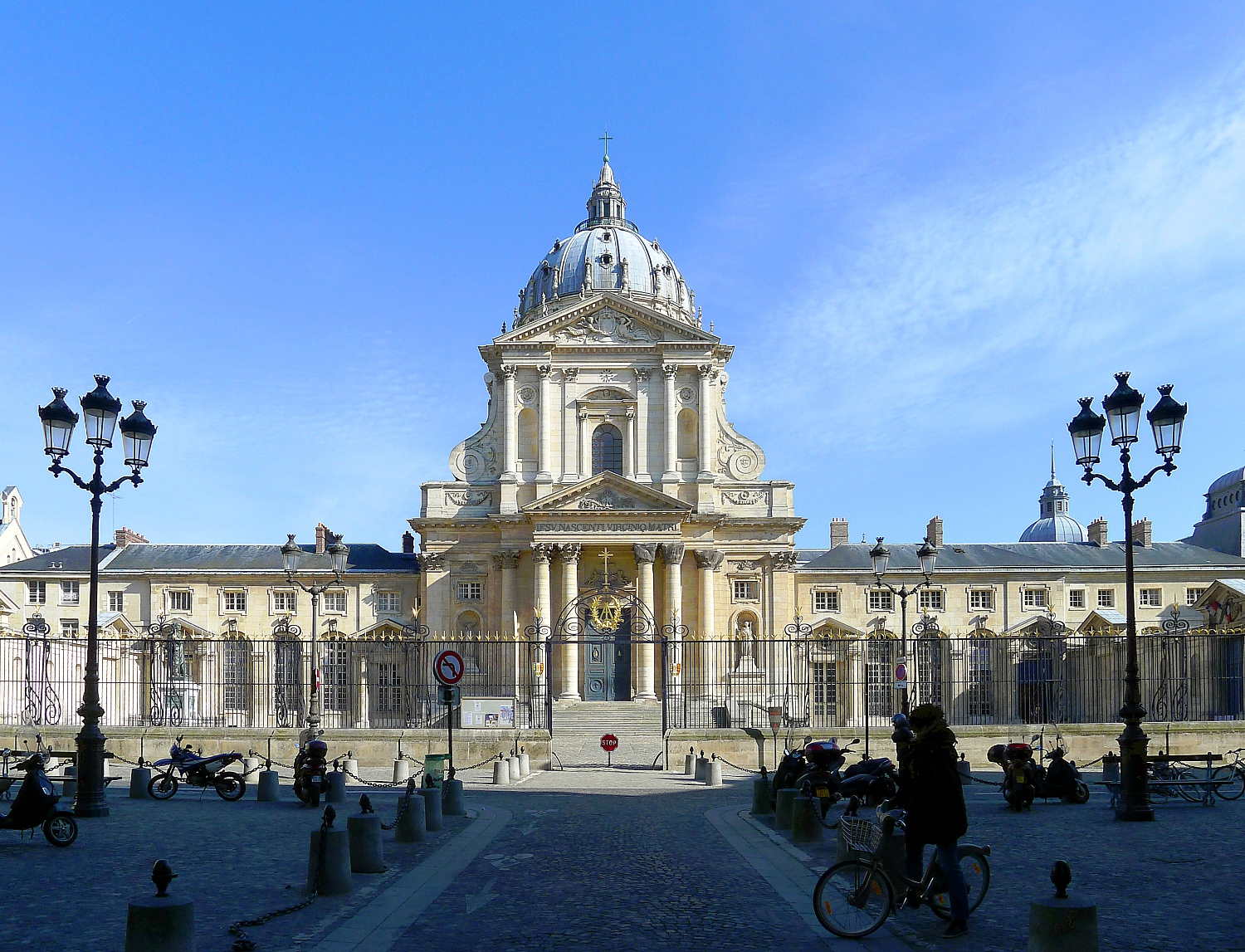
Iglesia de Val-de-Grâce (1624-1669), de Mansart, Lemercier y Le Muet
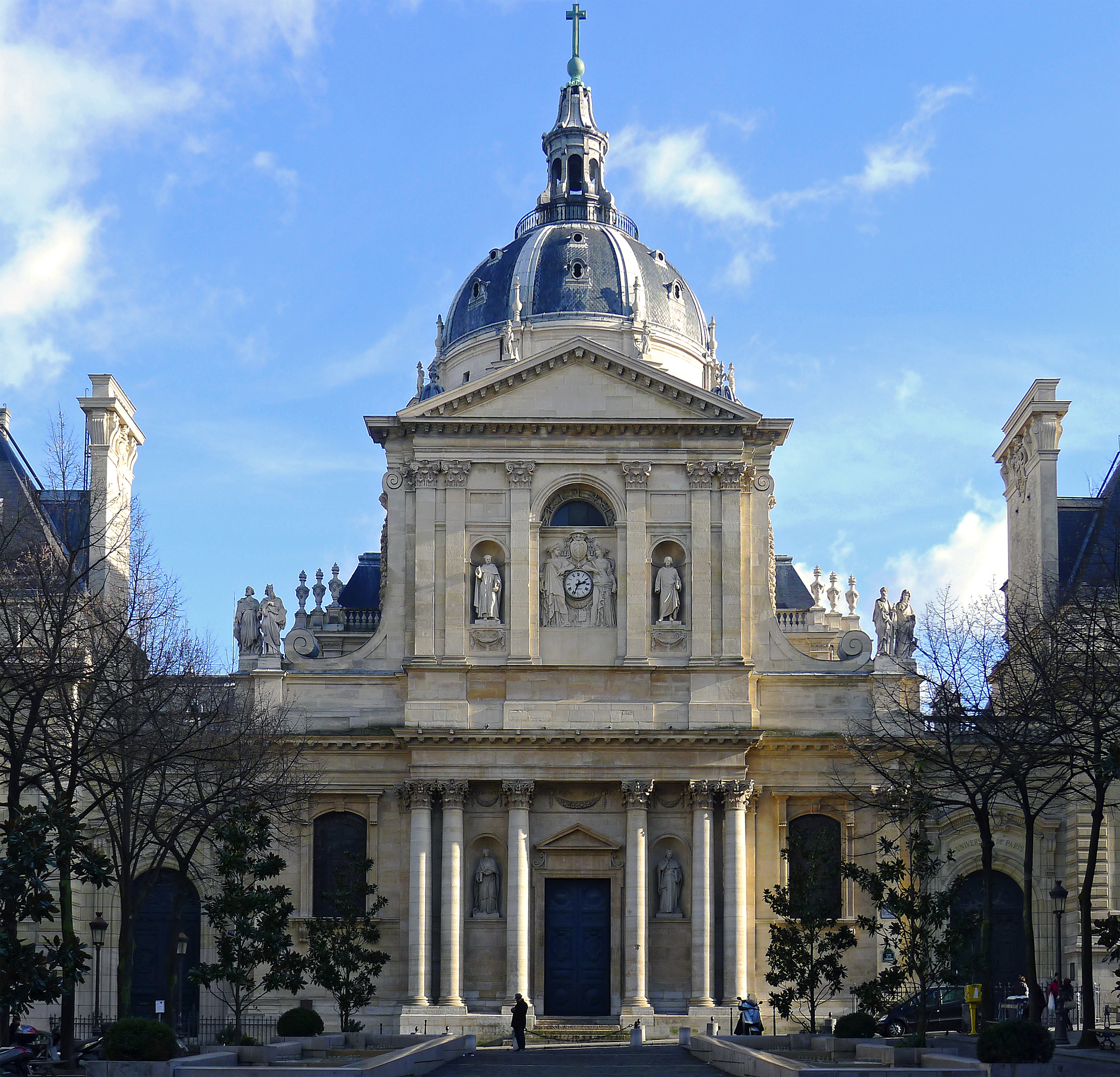
Capilla del Colegio de la Sorbona (1635-1642), de Jacques Lemercier
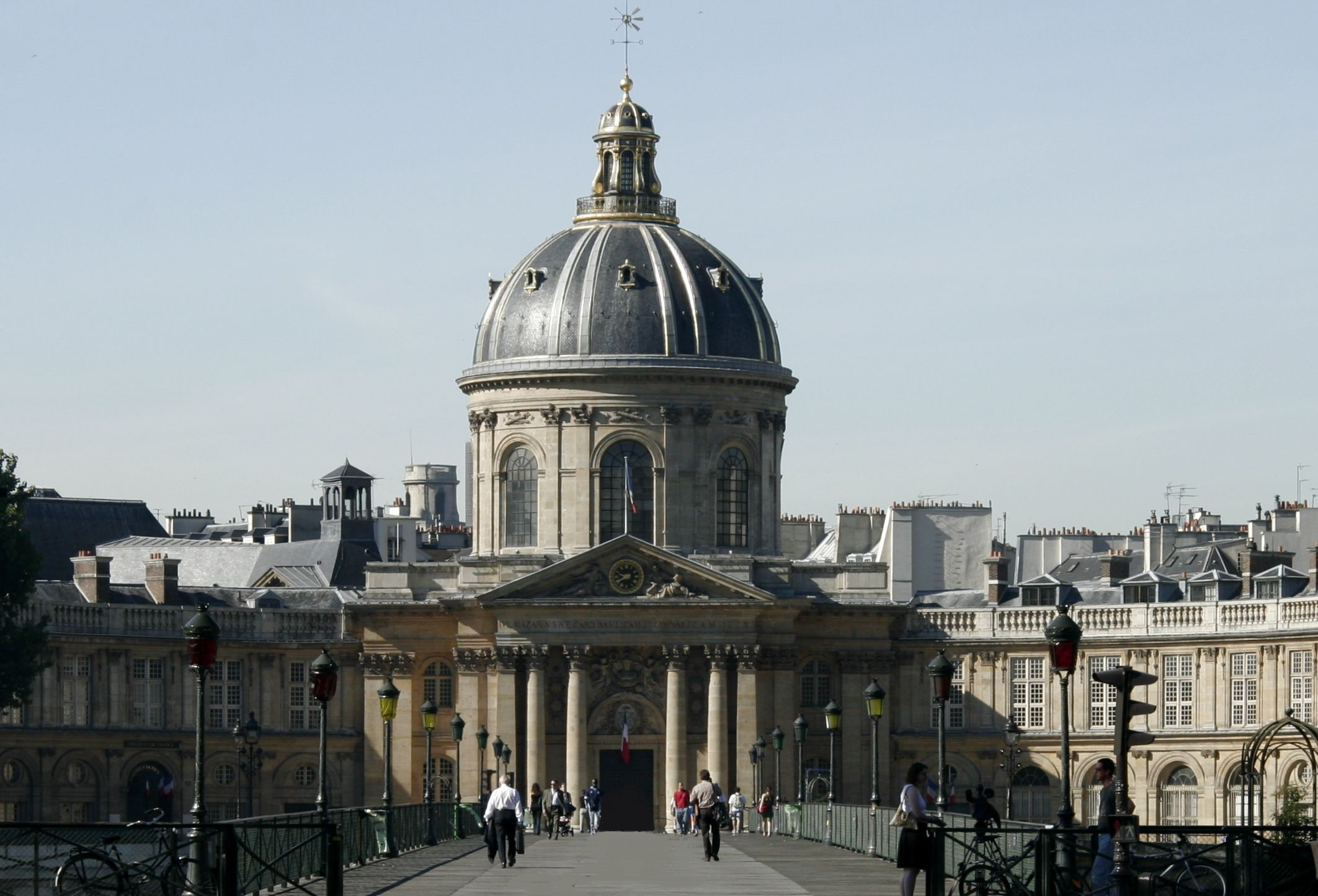
Collége des Quatres-Nations (1662-1668), de Louis Le Vau y Jacques d'Orbay
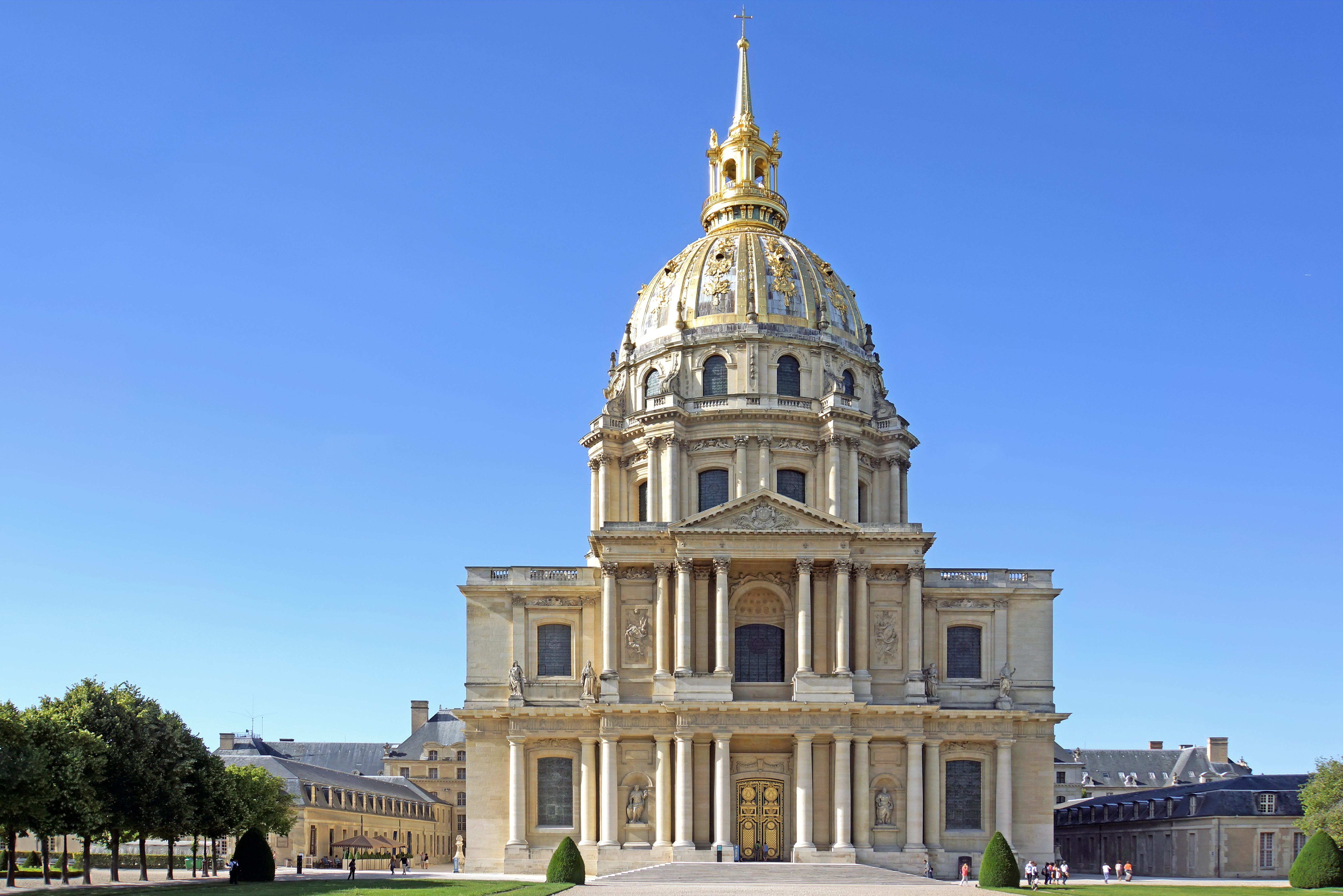
Les Invalides (1677-1706), de Jules Hardouin-Mansart

## Arquitectura residencial: elhôtel particulier
El tipo de construcción residencial conocido como hôtel particulier alcanzó su madurez durante la etapa barroca, particularmente en París, donde los miembros de la nobleza construyeron sus residencias. Nicolas Catherinot los definió en su Traité de l'architecture (1688) como «menos hermosos que los palacios y más hermosos que las residencias simples». "less beautiful than palaces and more beautiful than simple residences." Los primeros hôtels particuliers en París estuvieron influidos en parte por la arquitectura italiana y por el modelo del Palacio de Luxemburgo, a una escala menor. El primer hotel particular barroco se ubicaba generalmente entre un patio amurallado en la parte delantera y un jardín en la parte posterior, con la entrada al patio a través de un pabellón en la calle. El Hôtel de Sully ( (1624-1630) en París, diseñado por Jean Androuet du Cerceau, es un buen ejemplo del estilo temprano, como lo es el Hôtel Carnavalet. Si bien el Hôtel de Sully se planeó originalmente para ser construido en ladrillo y piedra, finalmente se construyó completamente en piedra. Los hôtels crecieron en tamaño y complejidad durante el siglo XVII, con la aparición del vestíbulo entre 1635 y 1640. Las casas más nuevas también comenzaron a tener dos patios, uno para la ceremonia (la cour d'honneur) y el otro para fines más prácticos, como los establos. La fachada del edificio residencial frente al jardín llegó a ocupar todo el ancho del terreno. Comenzaron a aparecer nuevos tipos de salas especializadas, como comedores y salones. Entre los ejemplos notables de hôtels particuliers barrocos franceses destacan el Hôtel Carnavalet, el Hôtel de Sully, el Hôtel de Beauvais (1655-1660) y el Hôtel de Soubise (1624-1639) (ahora ocupado por los Archivos Nacionales franceses). Un ejemplo notable fuera de París es el palacio Rohan, Estrasburgo.

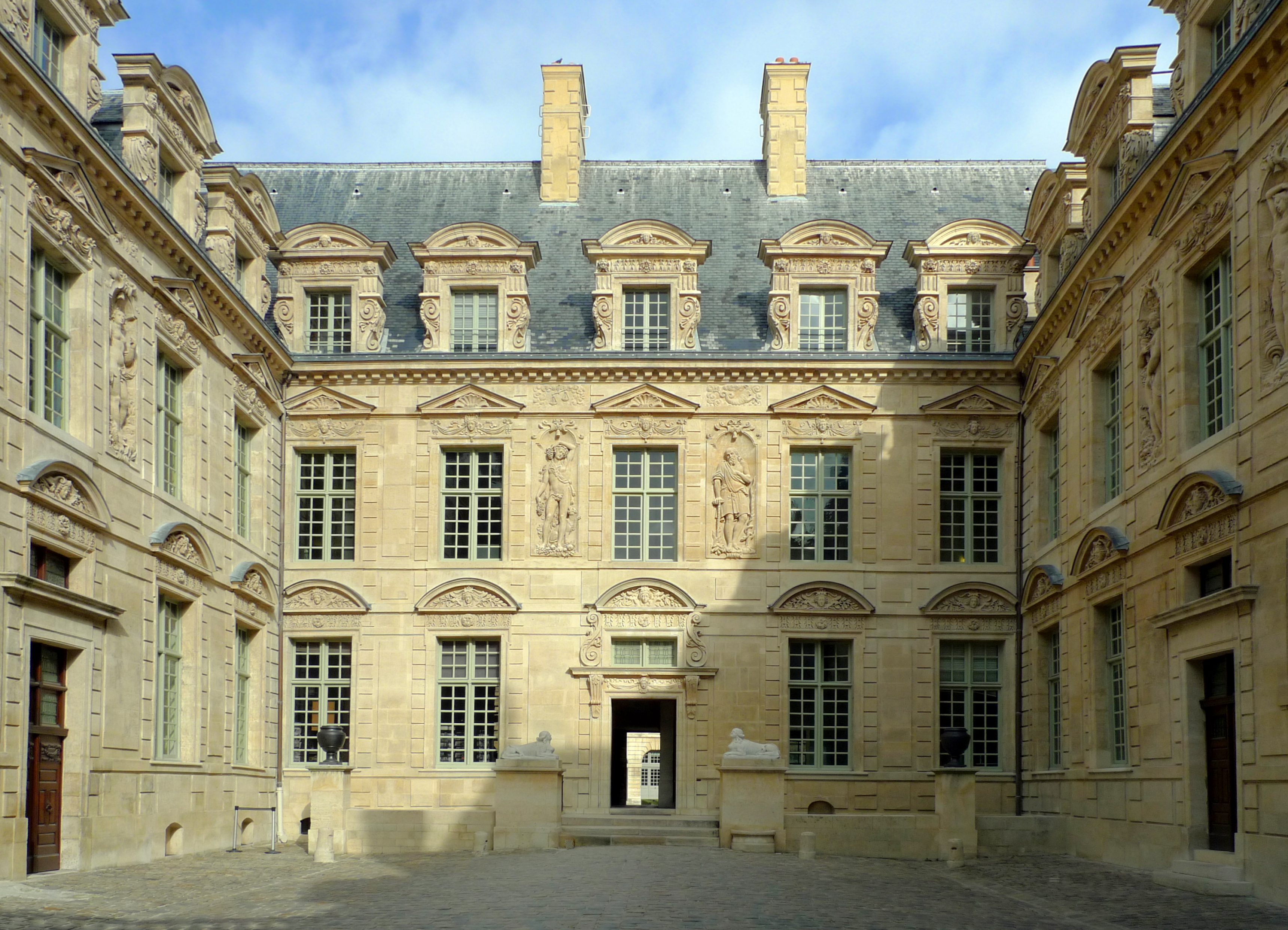
Hôtel de Sully (1624-1639)
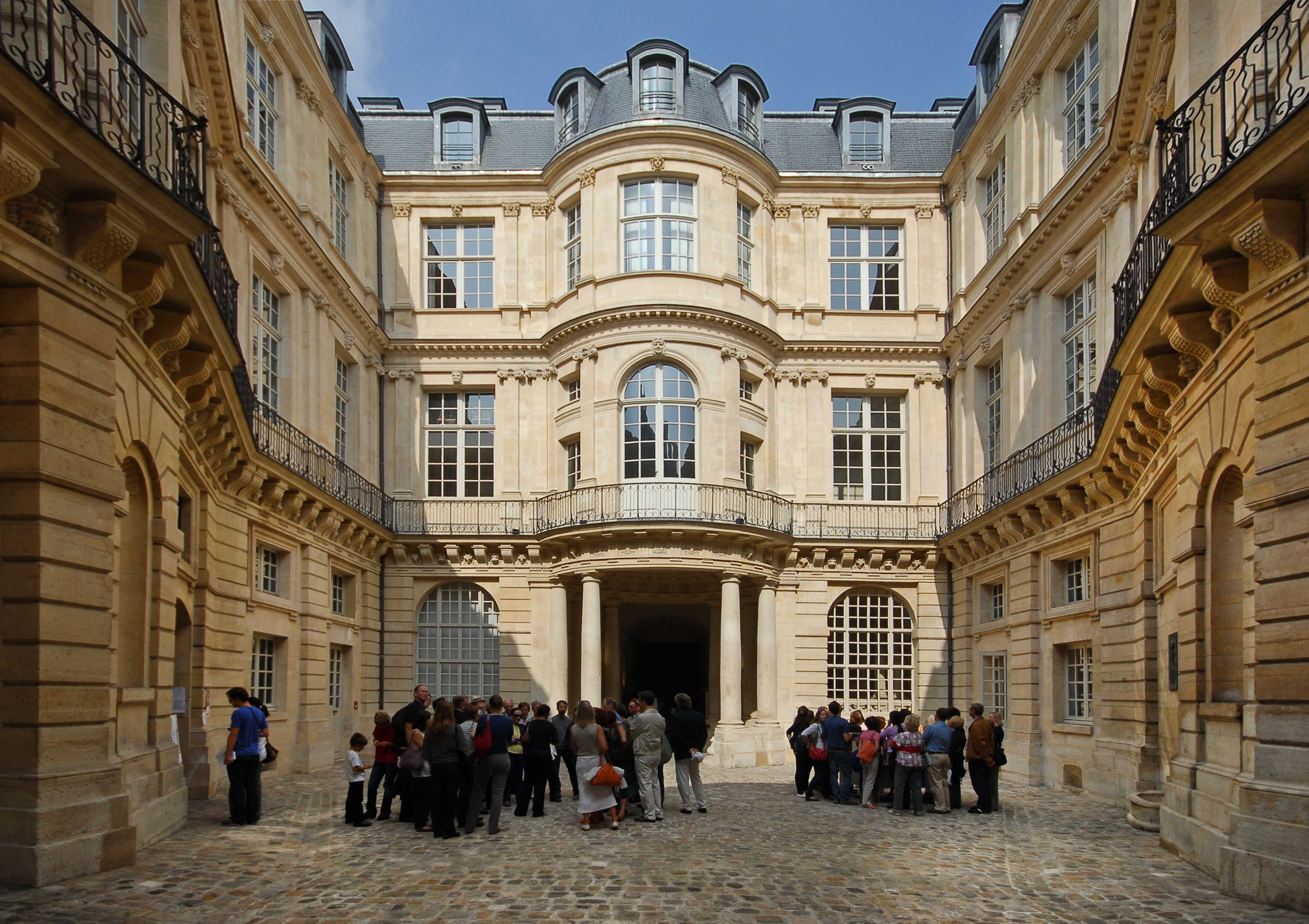
Hôtel de Beauvais (1655-1660)
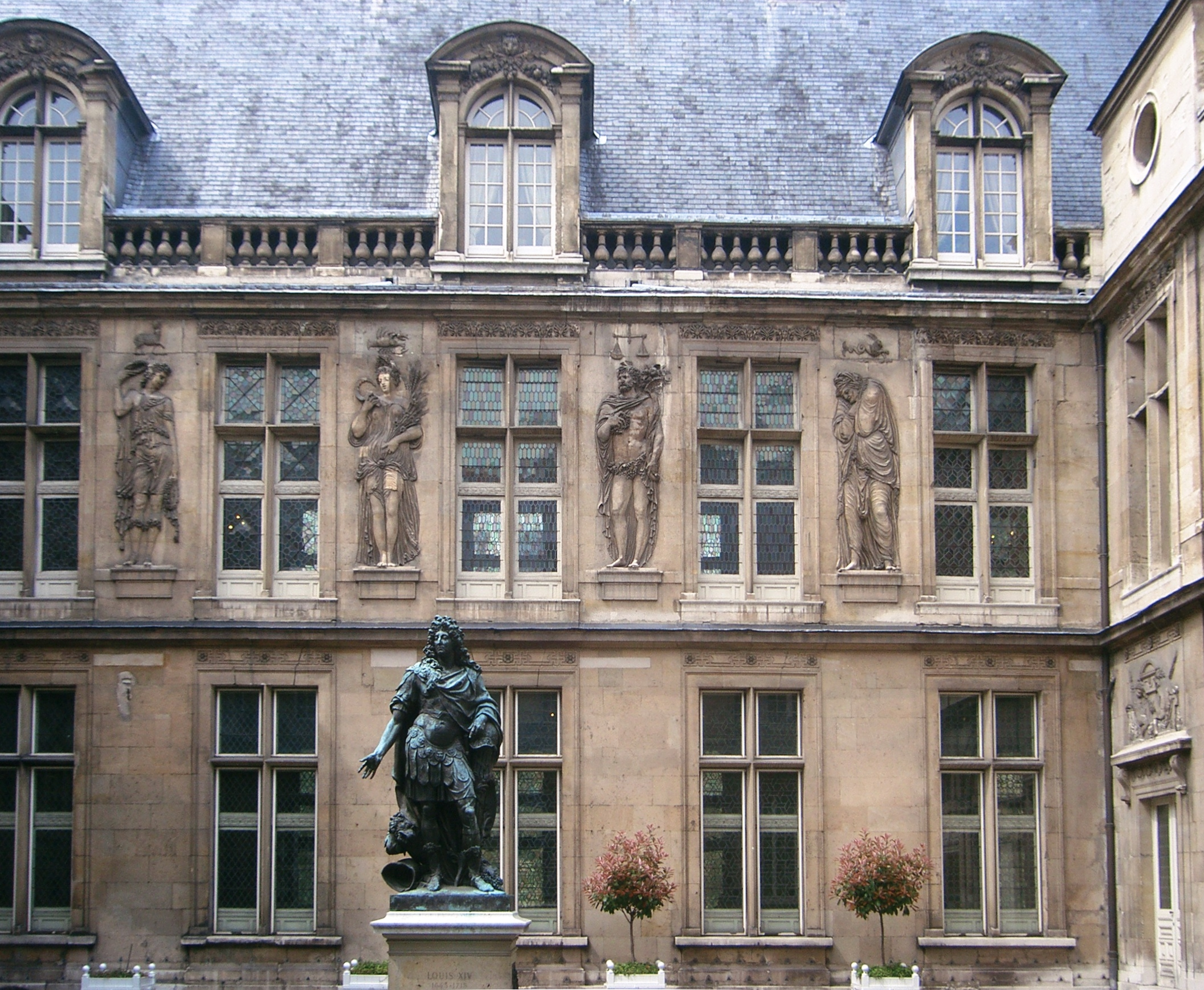
Hôtel Carnavalet
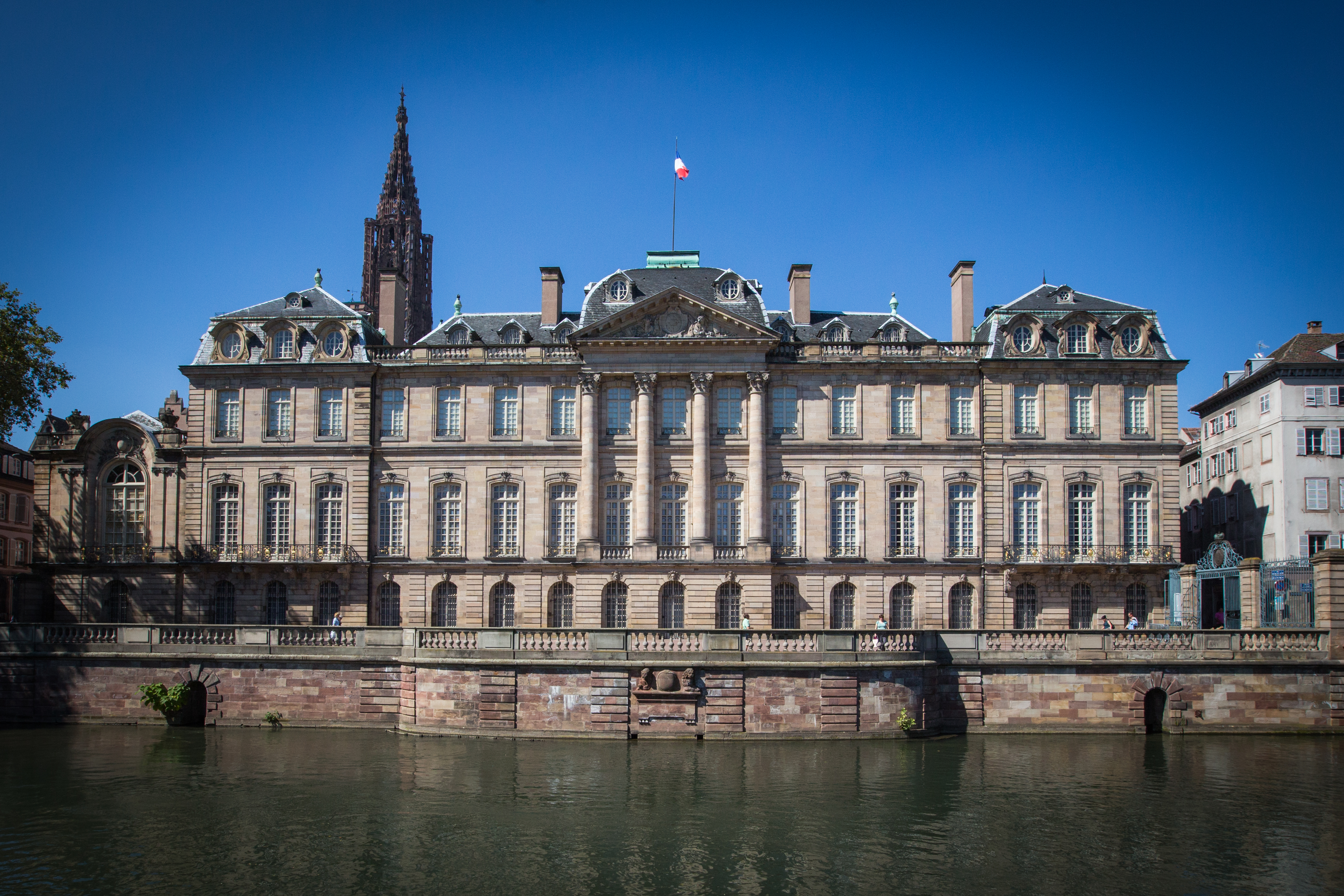
El palacio Rohan, Estrasburgo

## La plaza residencial

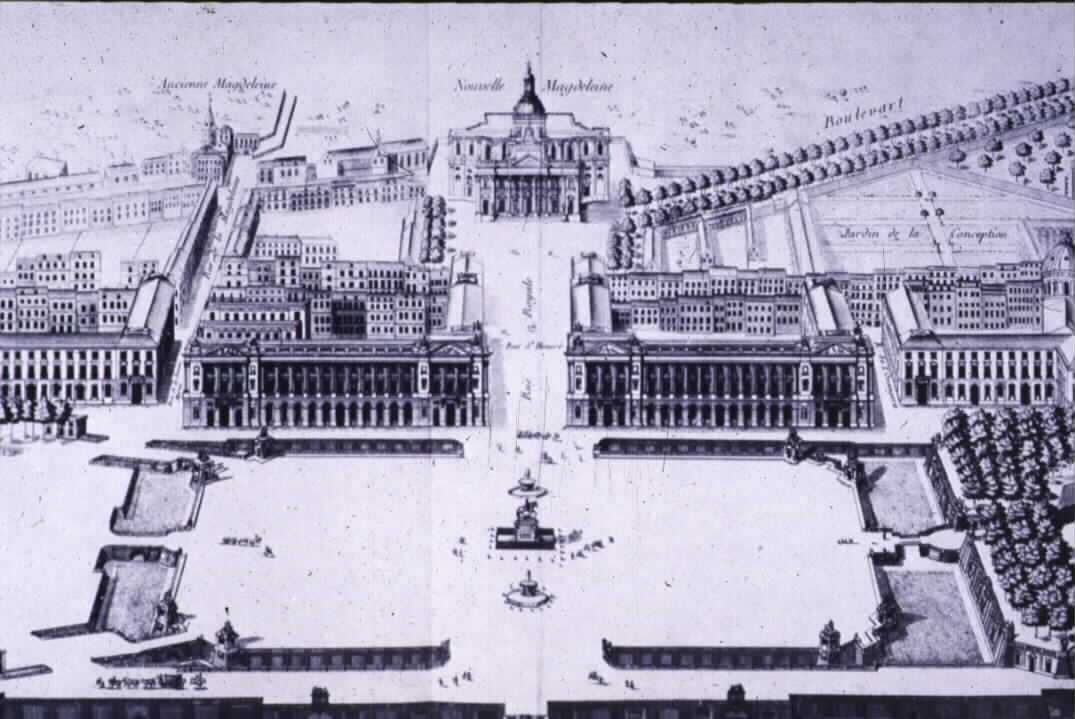
Diseño para la plaza Luis XV (1758), de Ange-Jacques Gabriel

La plaza residencial, un grupo de casas de un tamaño y una arquitectura idénticos dispuestos alrededor de una plaza, generalmente con una fuente en el medio, basada primero en el modelo italiano, apareció en París en la Place Royal (ahora Place des Vosges) entre 1605 y 1613. Los edificios tenían techos altos abuhardillados y fachadas tricolores de piedra, piedra y pizarra. Al principio, una estatua de Luis XIII a caballo se colocó en el centro. Una plaza más pequeña, Place Dauphine, originalmente con treinta y dos casas, fue construida en la Île de la Cité junto al Pont Neuf entre 1607 y 1610. Se encontraba frente a una estatua ecuestre de Enrique IV de Francia.
La siguiente gran plaza urbana construida en París fue la plaza de las Victorias (1684-1697), un desarrollo inmobiliario de siete grandes edificios en tres segmentos alrededor de una plaza ovalada, con una estatua ecuestre de Luis XIV planeada como pieza central. Fue construida por un empresario emprendedor y noble de la corte, Jean-Baptiste Prédot, conjuntamente con el arquitecto Jules Hardouin-Mansart. La nueva plaza fue una muestra del nuevo monumental estilo Luis XIV. El viejo ladrillo y piedra de las plazas de Enrique IV fue reemplazado por el Gran Estilo de columnas monumentales, que generalmente formaban parte de la fachada misma, en lugar de estar separadas. Todos los edificios alrededor de la plaza estaban conectados y fueron construidos con la misma altura, en el mismo estilo. La planta baja presentaba una arcada cubierta para peatones.
Entre 1699 y 1702, Hardouin-Mansart construyó otra plaza también. Place Vendôme, en otra innovación, este proyecto fue parcialmente financiado por la venta de lotes alrededor de la plaza. Todos estos proyectos presentaban fachadas monumentales en el estilo Luis XIV, dando una armonía particular a las plazas.
Luis XV siguió el ejemplo de Luis XIV. En los últimos años de su reinado, Luis construyó una nueva plaza importante en el centro de la ciudad, la plaza Luis XV (ahora Place de la Concorde, con una fila armoniosa de nuevos edificios diseñados por Ange-Jacques Gabriel. Siguiendo el ejemplo de plazas anteriores, presentaba una estatua ecuestre de Luis XV, que fue derribada durante la Revolución Francesa. Luis XV construyó otras plazas monumentales siguiendo el mismo modelo arquitectónico en los centros de Rennes y Burdeos. Otra plaza notable, la plaza Stanislas, fue construida en la ciudad de Nancy, en Lorena, poco antes de que el ducado se uniera formalmente a Francia.

Plazas barrocas en Francia
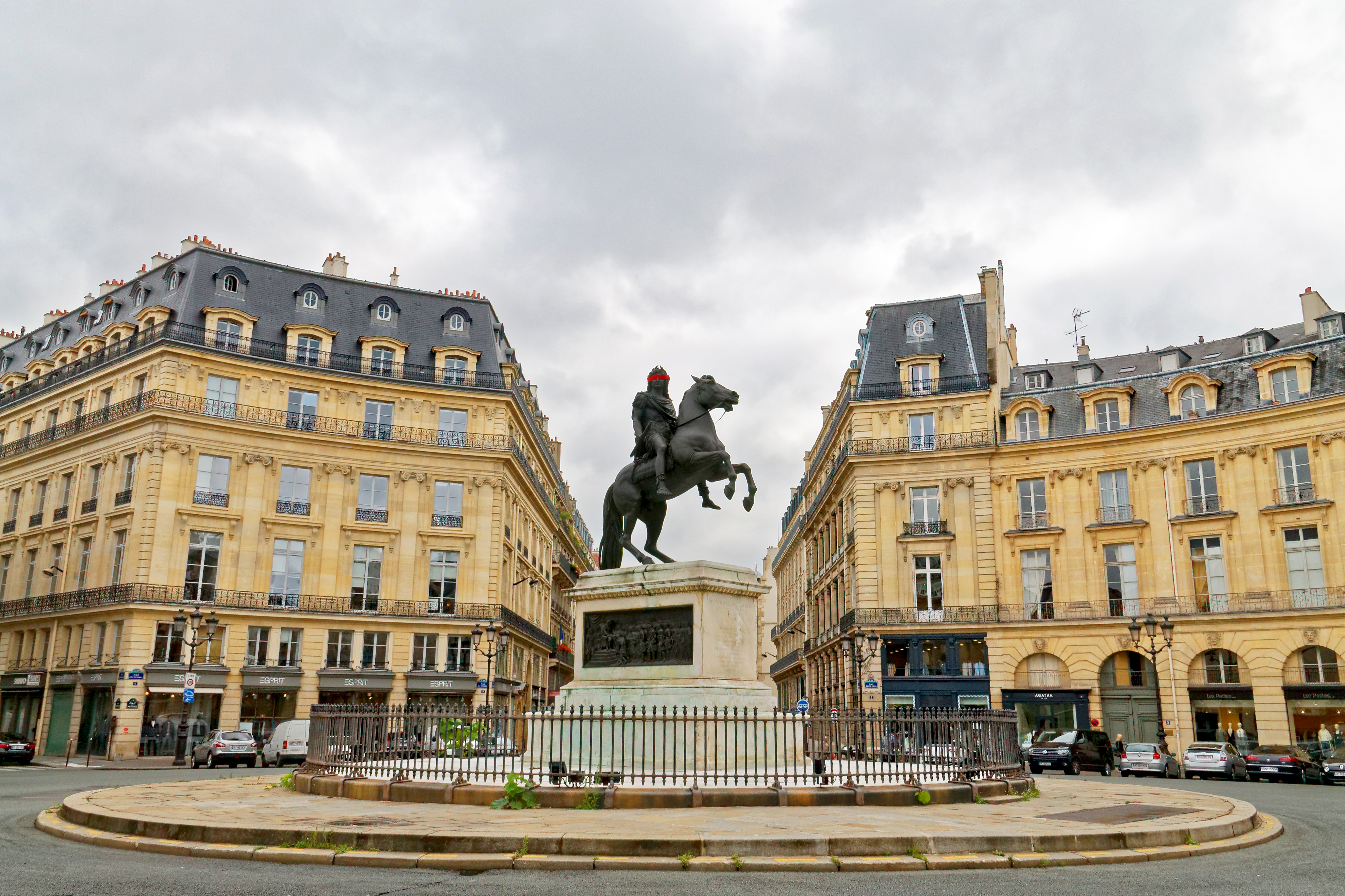
Place des Victoires (1684-1697), de Jules Hardouin-Mansar
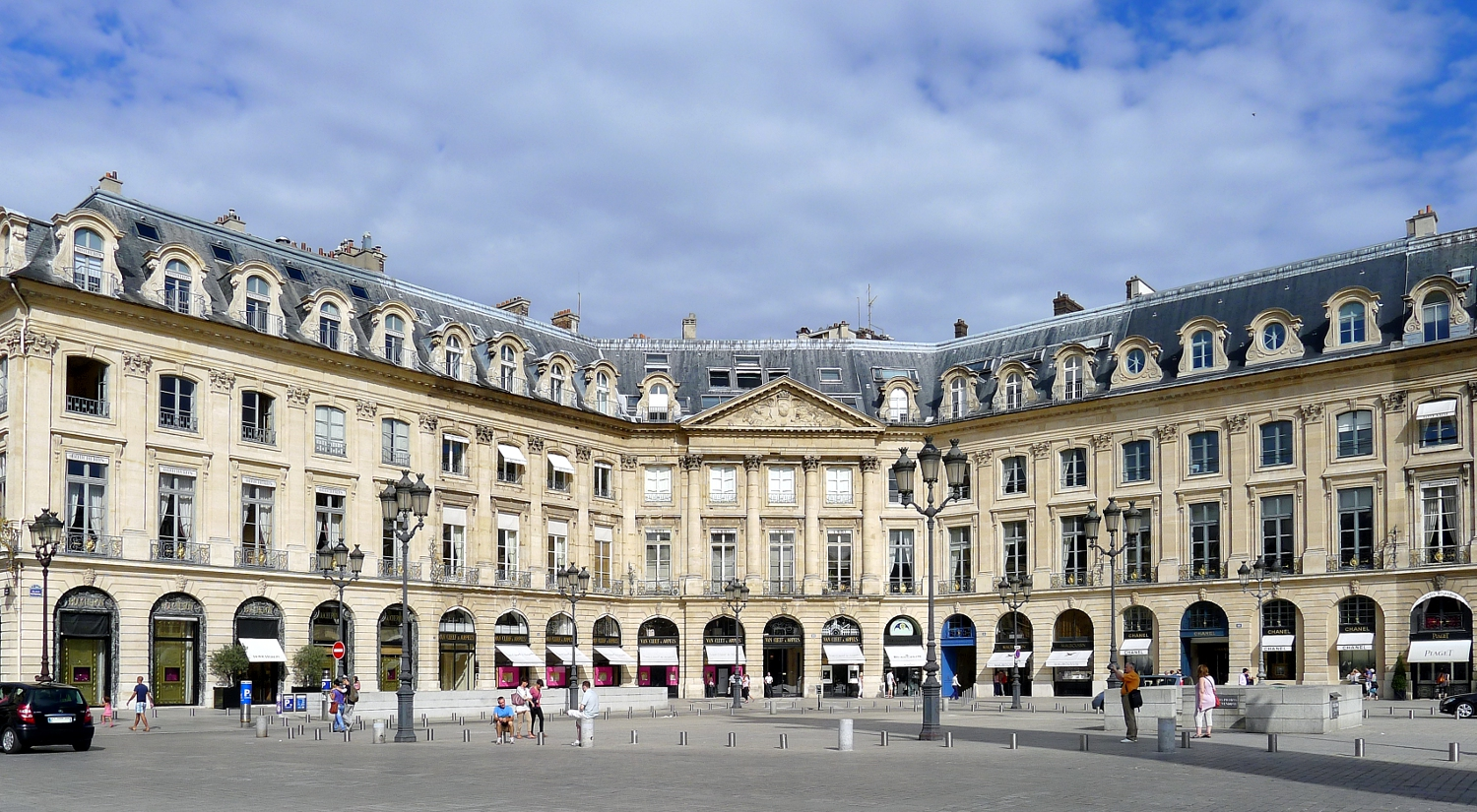
La nueva Place Vendôme (1699-1702), rodeada de hôtels particuliers trás fachadas uniformes diseñadas por Jules Hardouin-Mansart.
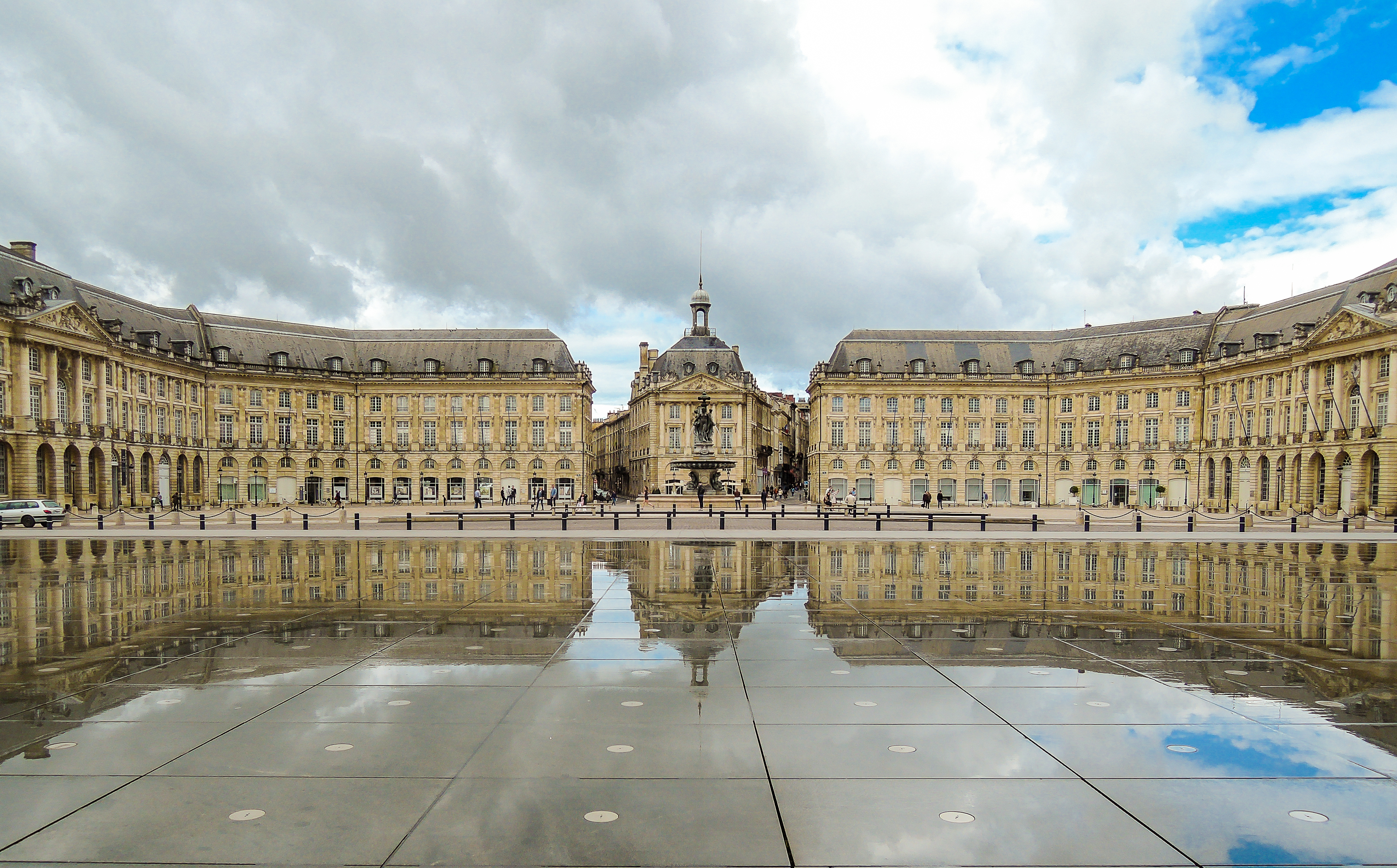
Place de la Bourse en Burdeos (1730-1775), de Ange-Jacques Gabriel
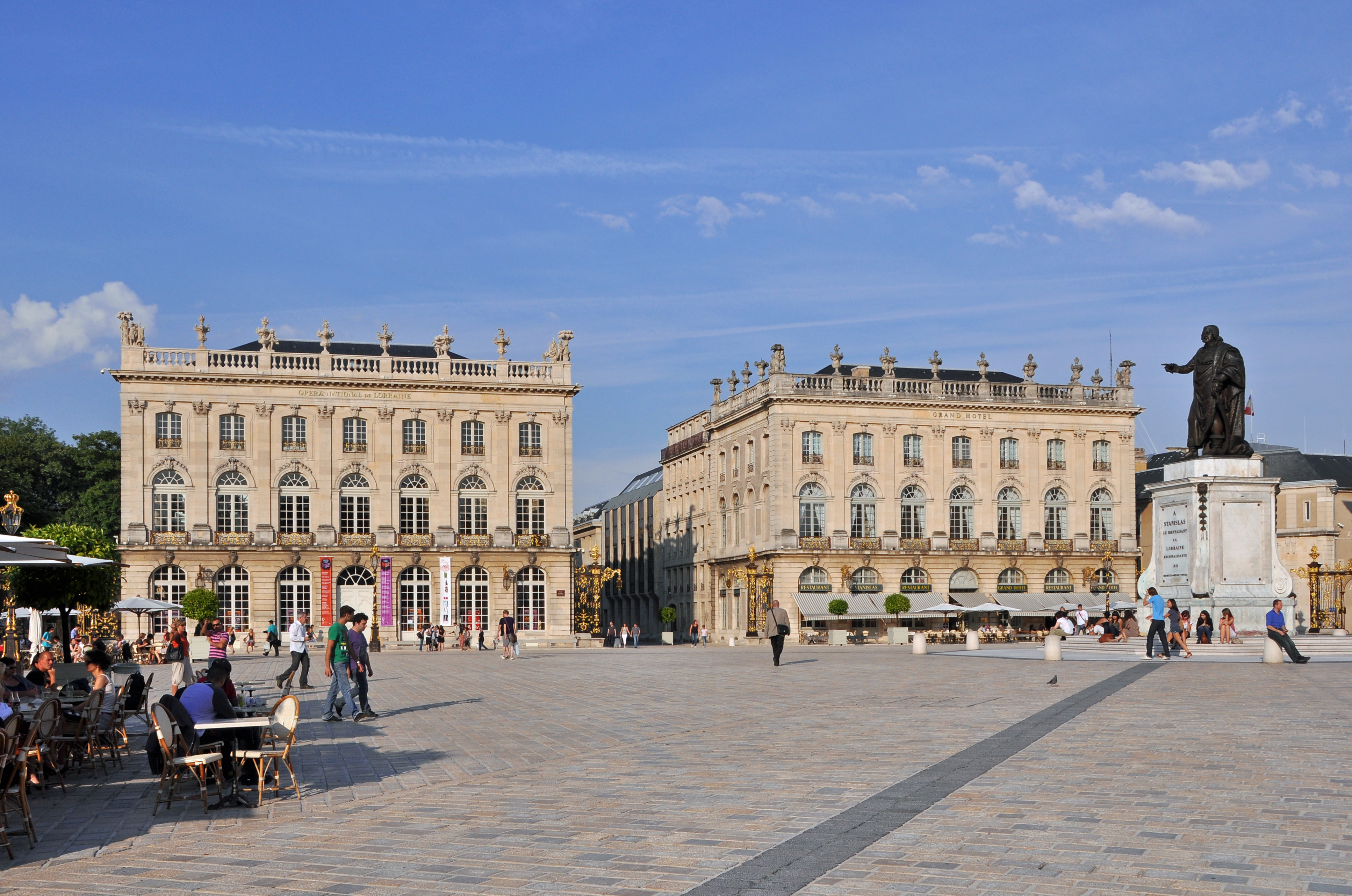
Plaza Stanislas en Nancy (1752-1760), E.Héré,

El hôtel des Invalides fue edificado entre marzo de 1671 y febrero de 1677 por Libéral Bruant y su capilla fue completada en 1706 por Jules Hardouin-Mansart.

Edificios barrocos
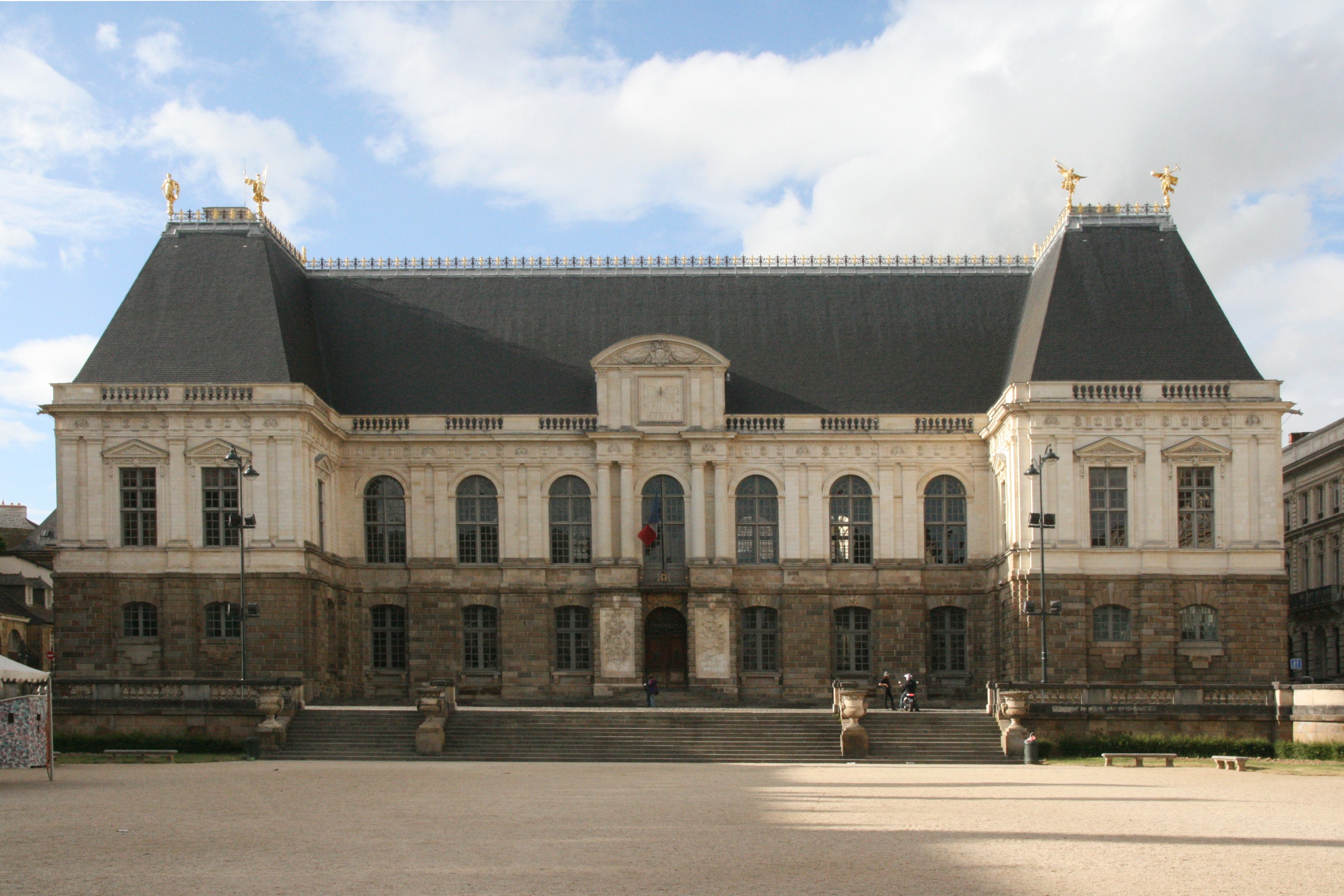
Palacio del Parlamento de Bretaña de Rennes (1618-1655), obra de Salomon de Brosse